# XIX emendamento della Costituzione degli Stati Uniti d'America

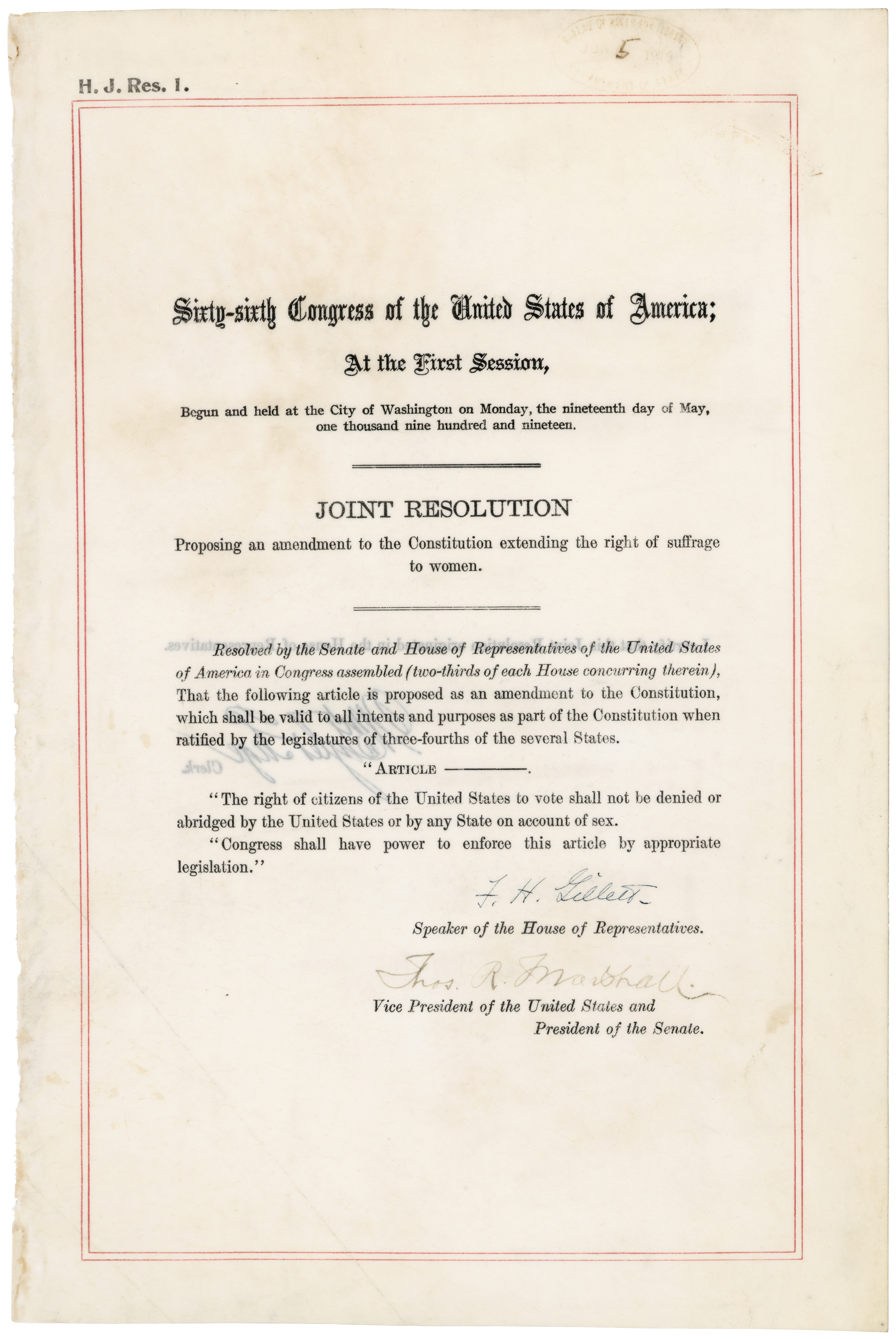
Il diciannovesimo emendamento negli Archivi nazionali

Il XIX emendamento della Costituzione degli Stati Uniti d'America (Emendamento XIX) vieta agli Stati Uniti e ai suoi stati di negare il diritto al voto ai cittadini degli Stati Uniti sulla base del sesso, riconoscendo di fatto il diritto di voto delle donne. L'emendamento fu il culmine di un movimento decennale per il suffragio femminile negli Stati Uniti, sia a livello statale che nazionale, e faceva parte del movimento mondiale verso il suffragio femminile e parte del più ampio movimento per i diritti delle donne. Il primo emendamento sul suffragio femminile fu introdotto al Congresso nel 1878. Tuttavia, un emendamento sul suffragio non passò alla Camera dei Rappresentanti fino al 21 maggio 1919, seguito rapidamente dal Senato, il 4 giugno 1919. Fu poi sottoposto alla ratifica degli Stati, ottenendo le 36 ratifiche necessarie per l'adozione e quindi entrò in vigore il 18 agosto 1920. L'adozione del Diciannovesimo Emendamento fu certificata il 26 agosto 1920.
Prima del 1776 le donne avevano diritto di voto in molte colonie di quelli che sarebbero diventati gli Stati Uniti, ma nel 1807 ogni costituzione statale aveva negato alle donne anche il suffragio limitato. Le organizzazioni a sostegno dei diritti delle donne divennero più attive a metà del XIX secolo e, nel 1848, la Convenzione di Seneca Falls adottò la Dichiarazione dei Sentimenti, che richiedeva l'uguaglianza tra i sessi e includeva una risoluzione che esortava le donne a garantire il voto. Le organizzazioni pro-suffragio utilizzarono svariate tattiche, comprese argomentazioni legali che si basavano sugli emendamenti esistenti. Dopo che queste argomentazioni furono respinte dalla Corte Suprema degli Stati Uniti, le organizzazioni per il suffragio, con attiviste come Susan B. Anthony ed Elizabeth Cady Stanton, chiesero un nuovo emendamento costituzionale che garantisse alle donne lo stesso diritto di voto posseduto dagli uomini.
Verso la fine del XIX secolo, nuovi stati e territori, in particolare in Occidente, iniziarono a concedere alle donne il diritto di voto. Nel 1878, una proposta di suffragio, che sarebbe poi diventata il diciannovesimo emendamento, fu presentata al Congresso, ma fu respinta nel 1887. Negli anni novanta dell'Ottocento, le organizzazioni per il suffragio si concentrarono su un emendamento nazionale mentre ancora lavoravano a livello statale e locale. Lucy Burns e Alice Paul emersero come leader importanti le cui diverse strategie contribuirono a far avanzare il diciannovesimo emendamento. L'ingresso degli Stati Uniti nella prima guerra mondiale ha contribuito a spostare la percezione pubblica del suffragio femminile. La National American Woman Suffrage Association, guidata da Carrie Chapman Catt, sostenne lo sforzo bellico, sostenendo che le donne avrebbero dovuto essere ricompensate con il diritto di voto per il loro servizio patriottico in tempo di guerra. Il National Woman's Party organizzò marce, manifestazioni e scioperi della fame, sottolineando le contraddizioni della lotta all'estero per la democrazia e limitandola in patria negando alle donne il diritto di voto. Il lavoro di entrambe le organizzazioni influenzò l'opinione pubblica, spingendo il presidente Woodrow Wilson ad annunciare il suo sostegno all'emendamento sul suffragio nel 1918. Passò nel 1919 e fu adottato nel 1920, resistendo a due sfide legali, Leser v. Garnett e Fairchild v. Hughes.
Il diciannovesimo emendamento concesse il diritto di voto a 26 milioni di donne americane in tempo per le elezioni presidenziali americane del 1920, ma il potente blocco elettorale femminile che molti politici temevano non si materializzò completamente se non decenni dopo. Inoltre, il diciannovesimo emendamento non riuscì a concedere completamente il diritto di voto alle donne afroamericane, asiatiche americane, ispanoamericane e native americane (vedi Limitazioni). Poco dopo l'adozione dell'emendamento, Alice Paul e il National Woman's Party iniziarono a lavorare sull'Equal Rights Amendment, che ritenevano fosse un ulteriore passo necessario verso l'uguaglianza.
Il motivo di tale emendamento è da attribuire a motivazioni razziste, infatti le suffragette, donne bianche, trovavano ingiusto che loro non potessero votare ma l'uomo nero, attraverso il XV emendamento, sì.

## Testo
Il diciannovesimo emendamento dispone quanto segue:
Il Congresso avrà il potere di far rispettare questo articolo mediante una legislazione appropriata.»

## Contesto e storia

### I primi sforzi per il suffragio femminile (1776-1865)

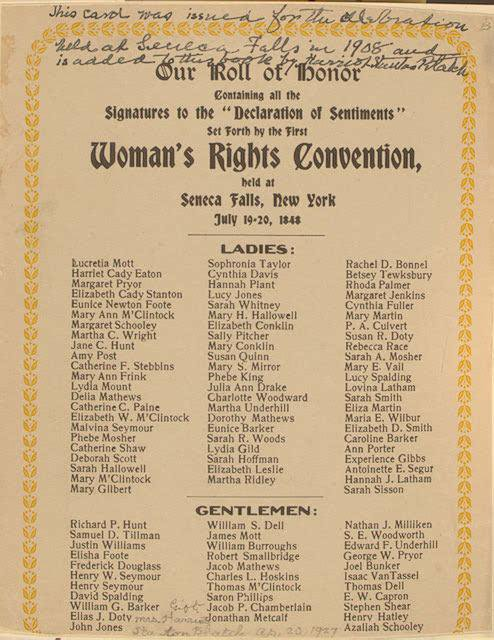
Convenzione sui diritti della donna

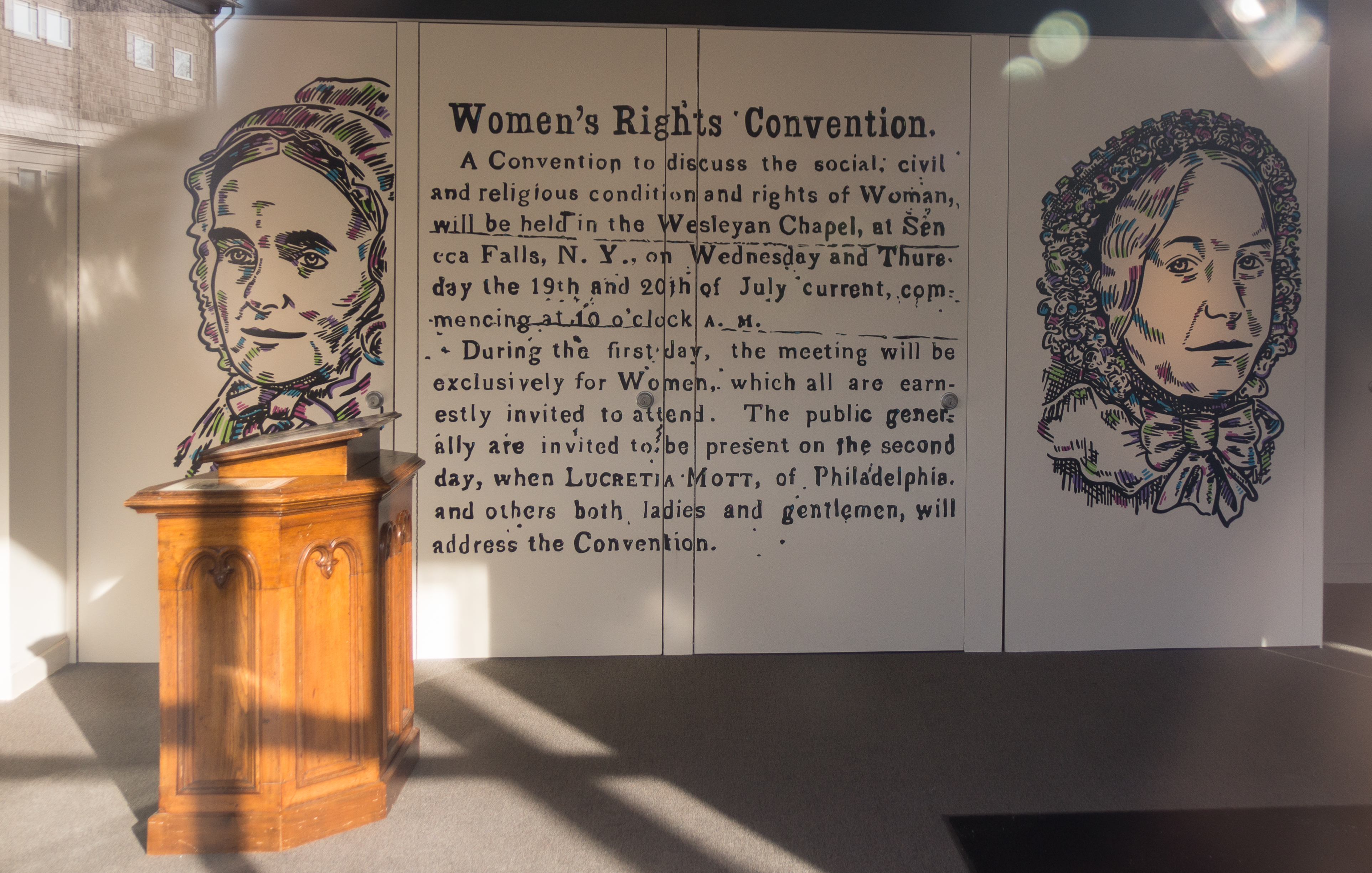
Testo del piccolo annuncio che attirò un incontro diversificato di donne e uomini alla prima Convenzione sui diritti delle donne, tenutasi a Seneca Falls, New York, nel luglio 1848

La Costituzione degli Stati Uniti, adottata nel 1789, lasciò indefiniti i confini del suffragio. L'unico organo eletto direttamente, creato con la Costituzione originaria, era la Camera dei Rappresentanti, per la quale le qualifiche degli elettori erano esplicitamente delegate ai singoli stati. Mentre le donne avevano il diritto di voto in molte delle colonie pre-rivoluzionarie in quelli che sarebbero diventati gli Stati Uniti, dopo il 1776, con l'eccezione del New Jersey, tutti gli stati adottarono costituzioni che negavano il diritto di voto alle donne. La costituzione del New Jersey inizialmente garantiva il suffragio ai residenti che detenevano proprietà, comprese le donne single e sposate, ma lo stato revocò i diritti di voto delle donne nel 1807 e non li ripristinò finché il New Jersey non ratificò il diciannovesimo emendamento nel 1920.
Sebbene in precedenza esistessero movimenti e organizzazioni sparsi dedicati ai diritti delle donne, la Convenzione di Seneca Falls del 1848 nello stato di New York è tradizionalmente considerata l'inizio del movimento americano per i diritti delle donne. Al congresso, al quale hanno partecipato quasi 300 uomini e donne, è stato pensato di "discutere i diritti sociali, civili e religiosi delle donne' ed è culminato con l'adozione della Dichiarazione dei Sentimenti. Firmata da 68 donne e 32 uomini, la nona delle dodici clausole risolte del documento recita: Risolto, è dovere delle donne di questo paese assicurarsi il sacro diritto al diritto di voto elettivo". Le convocatrici Lucretia Mott ed Elizabeth Cady Stanton divennero le prime leader chiave del movimento per il suffragio femminile negli Stati Uniti, spesso definito all'epoca come il "movimento per il suffragio femminile". Il sostegno della Mott al suffragio femminile derivava da un'estate trascorsa con la Nazione Seneca, una delle sei tribù della Confederazione irochese, dove le donne avevano un potere politico significativo, compreso il diritto di scegliere e rimuovere i capi e di porre il veto sugli atti di guerra.
L'attivismo rivolto al suffragio femminile federale fu minimo durante la Guerra civile. Nel 1865, alla conclusione della guerra, una "Petizione per il suffragio universale", firmata da Elizabeth Cady Stanton e Susan B. Anthony, tra gli altri, chiese un emendamento costituzionale nazionale per "proibire ai vari Stati di privare i propri cittadini del diritto di voto per motivi di sesso". La campagna è stata la prima petizione nazionale a includere il suffragio femminile tra le sue richieste. Sebbene le leggi sul suffragio siano state introdotte in molte legislature statali durante questo periodo, sono state generalmente ignorate e poche sono arrivate al voto.

### Emendamenti sulla ricostruzione e suffragio femminile (1865-1877)

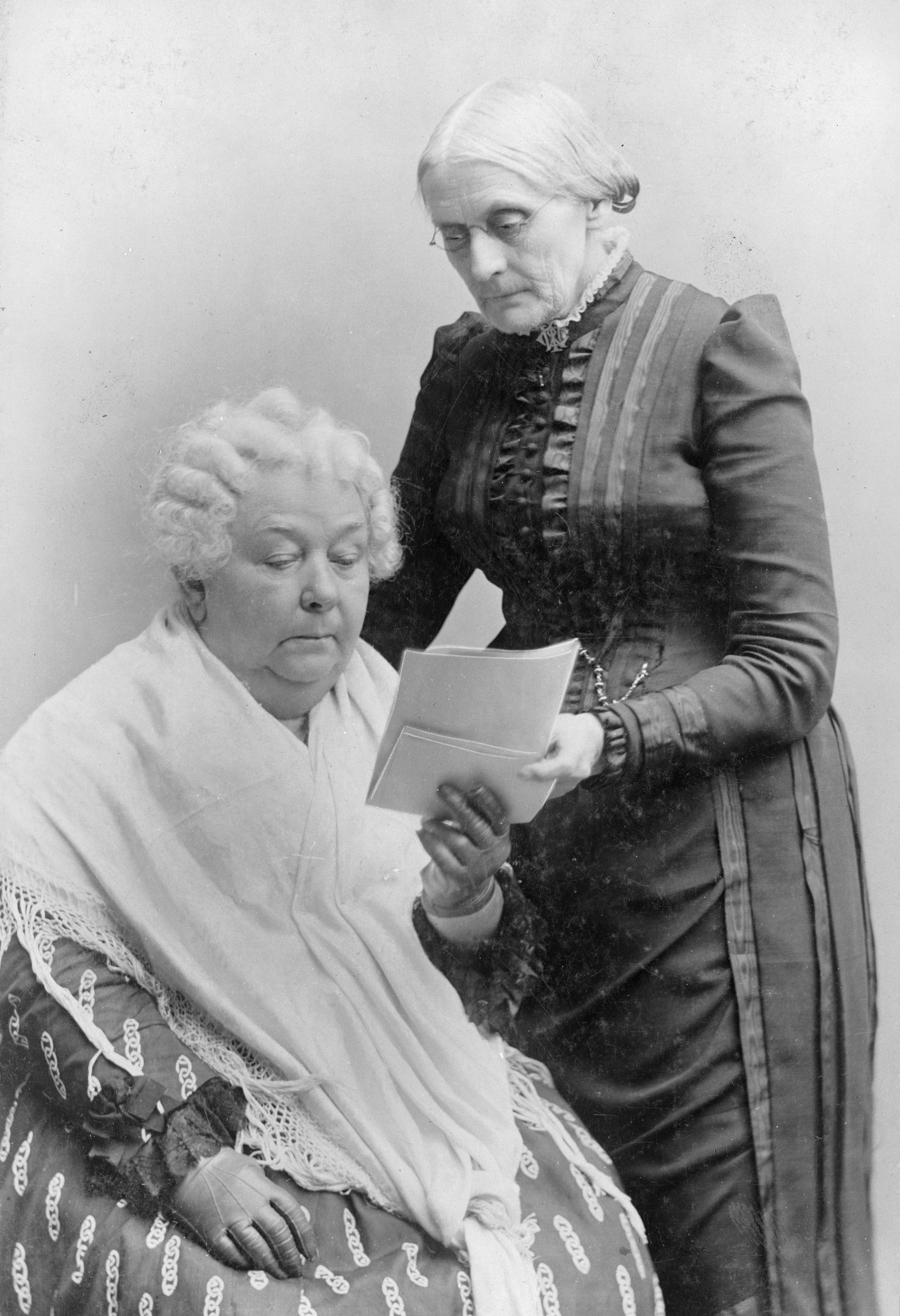
Elizabeth Cady Stanton (seduta) con Susan B. Anthony

Il movimento del suffragio femminile, ritardato dalla guerra civile americana, riprese le attività durante l'Era della Ricostruzione (1865-1877). Due organizzazioni rivali per il suffragio si formarono nel 1869: la National Woman Suffrage Association  (NWSA), guidata dalle leader del suffragio Elizabeth Cady Stanton e Susan B. Anthony, e l'American Woman Suffrage Association (AWSA), guidata da Lucy Stone. Lo sforzo principale della NWSA fu quello di fare pressioni sul Congresso per un emendamento sul suffragio femminile alla Costituzione degli Stati Uniti. L'AWSA si concentrò generalmente su uno sforzo a lungo termine di campagne statali per ottenere il suffragio femminile su base statale.
Durante l'Era della ricostruzione i leader dei diritti delle donne sostennero l'inclusione del suffragio universale come diritto civile negli emendamenti della ricostruzione: il tredicesimo, il quattordicesimo e il quindicesimo emendamento. Alcuni sostennero senza successo che il quindicesimo emendamento, che proibiva di negare il diritto di voto "a causa della razza, del colore o della condizione precedente di servitù", implicava il suffragio femminile. Nonostante i loro sforzi, questi emendamenti non hanno concesso il diritto di voto alle donne. La sezione 2 del Quattordicesimo Emendamento discriminava esplicitamente tra uomini e donne penalizzando solo gli stati che privavano i cittadini maschi adulti del voto.
La NWSA tentò diversi ricorsi giudiziari senza successo a metà degli anni '70 dell'Ottocento. La loro argomentazione legale, nota come strategia della "Nuova Partenza", sosteneva che il XIV emendamento, che garantiva la cittadinanza universale e il XV emendamento, che garantiva il voto indipendentemente dalla razza, garantivano insieme il diritto di voto alle donne. La Corte Suprema degli Stati Uniti d'America ha respinto questa argomentazione. Nel caso Bradwell v. Illinois la Corte Suprema degli Stati Uniti ha stabilito che il rifiuto della Corte Suprema dell'Illinois di concedere a Myra Bradwell una licenza per esercitare la professione forense non era una violazione della Costituzione degli Stati Uniti e ha rifiutato di estendere l'autorità federale a sostegno dei diritti di cittadinanza delle donne. Nel caso Minor v. Happersett la Corte Suprema ha stabilito che la Clausola sui privilegi o sulle immunità del Quattordicesimo emendamento non prevedeva il diritto di voto ai cittadini statunitensi; garantiva solo una protezione aggiuntiva dei privilegi ai cittadini che già li avevano. Se una costituzione statale limitava il suffragio ai cittadini maschi degli Stati Uniti, allora le donne in quello stato non avevano diritto di voto. Dopo che le decisioni della Corte Suprema tra il 1873 e il 1875 negarono il diritto di voto alle donne in relazione al XIV e XV emendamento, i gruppi di suffragio spostarono i loro sforzi nel sostenere un nuovo emendamento costituzionale.
Il continuo insediamento della frontiera occidentale, insieme all'istituzione di costituzioni territoriali, permise di sollevare la questione del suffragio femminile mentre i territori occidentali progredivano verso la statualità. Attraverso l'attivismo delle organizzazioni di suffragio e dei partiti politici indipendenti, il suffragio femminile fu incluso nelle costituzioni del Territorio del Wyoming (1869) e del Territorio dello Utah (1870). Il suffragio femminile nello Utah fu revocato nel 1887, quando il Congresso approvò la Legge Edmunds-Tucker nel 1887 che proibiva anche la poligamia; non fu restaurato nello Utah fino a quando non raggiunse la statualità nel 1896.

### Post-ricostruzione (1878-1910)

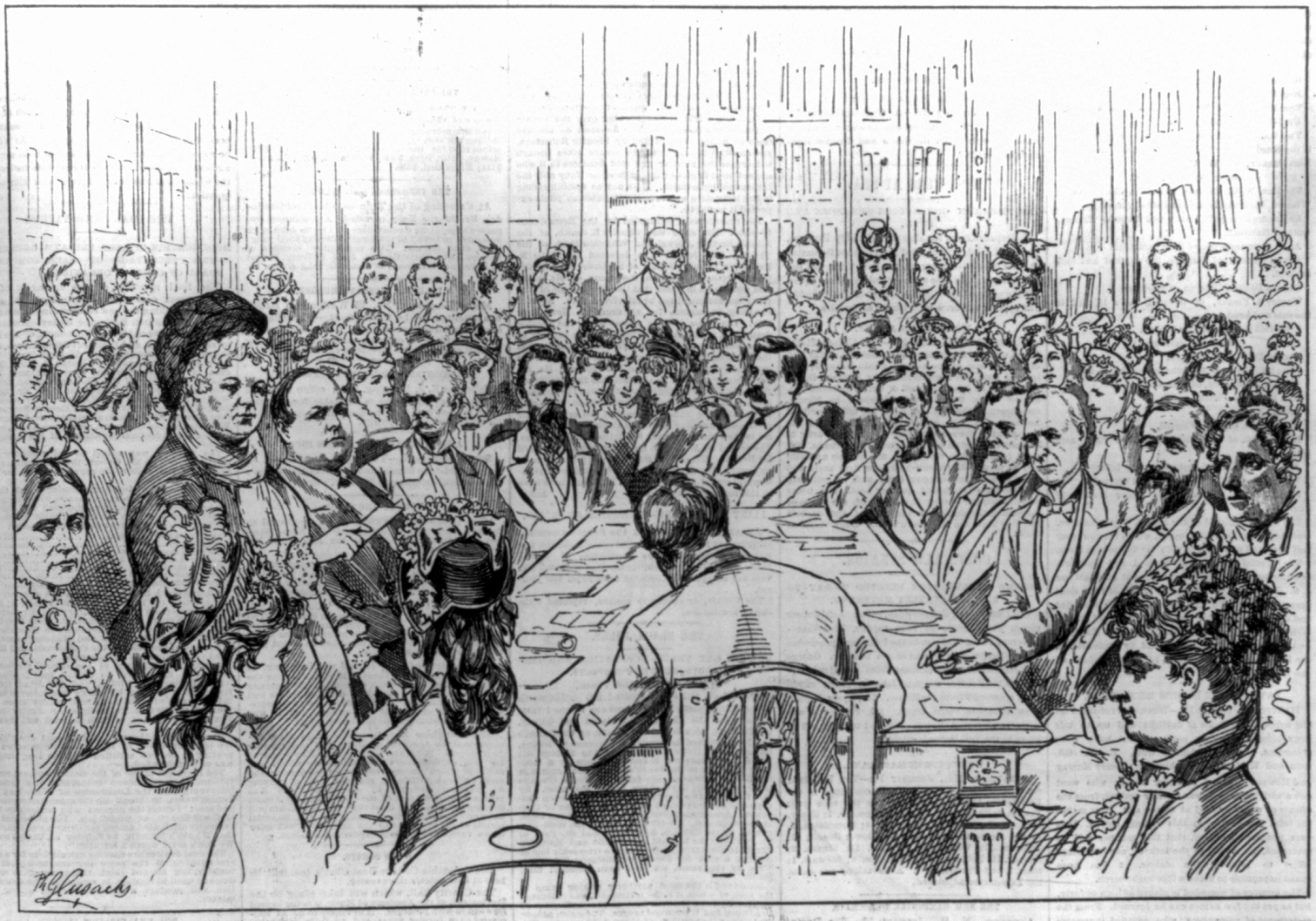
Elizabeth Cady Stanton davanti al Comitato del Senato sui privilegi e le elezioni. New York Daily Graphic, 16 gennaio 1878, p. 501

Le legislature statali esistenti in occidente, così come quelle ad est del Fiume Mississippi, iniziarono a prendere in considerazione le leggi sul suffragio negli anni 1870 e 1880. Diversi tennero referendum elettorali, ma non ebbero successo fino a quando il movimento del suffragio non fu ripreso negli anni novanta. Il pieno suffragio femminile continuò nel Wyoming dopo che divenne uno stato nel 1890. Il Colorado concesse diritti di voto parziali che consentivano alle donne di votare nelle elezioni del consiglio scolastico nel 1893 e l'Idaho concesse il suffragio femminile nel 1896. A partire da Washington nel 1910, altri sette stati occidentali approvarono la legislazione sul suffragio femminile, tra cui la California nel 1911, l'Oregon, l'Arizona e il Kansas nel 1912, il Territorio dell'Alaska nel 1913, il Montana e il Nevada nel 1914. Tutti gli stati che riuscirono a garantire il pieno diritto di voto alle donne prima del 1920 si trovavano nell'ovest.
Un emendamento federale inteso a garantire alle donne il diritto di voto fu introdotto per la prima volta al Senato degli Stati Uniti nel 1878 da Aaron A. Sargent, un senatore della California che era un sostenitore del suffragio femminile. Stanton e altre donne testimoniarono davanti al Senato a sostegno dell'emendamento. La proposta rimase in commissione finché non fu esaminata dall'intero Senato e respinta con un voto di 16 a 34 nel 1887. Un emendamento proposto nel 1888 nella Camera dei Rappresentanti chiedeva il suffragio limitato per le zitelle o le vedove che possedevano proprietà.
A partire dagli anni 1890 i leader del suffragio iniziarono a riconoscere la necessità di ampliare la loro base di sostegno per raggiungere il successo nell'approvare la legislazione sul suffragio a livello nazionale, statale e locale. Mentre le donne occidentali, le organizzazioni di suffragio statale e l'AWSA si concentravano sulla garanzia dei diritti di voto delle donne per stati specifici, gli sforzi a livello nazionale persistevano attraverso una strategia di testimonianza al Congresso, petizioni e pressioni. Dopo che l'AWSA e la NWSA si fusero nel 1890 per formare la National American Woman Suffrage Association (NAWSA), il gruppo indirizzò i suoi sforzi per ottenere il sostegno a livello statale per il suffragio. I suffragisti dovevano fare una campagna pubblica per il voto per convincere gli elettori maschi, i legislatori statali e i membri del Congresso che le donne americane volevano ottenere il diritto di voto e che le donne elettori avrebbero portato benefici alla società americana. I sostenitori del suffragio dovevano anche convincere le donne americane, molte delle quali erano indifferenti alla questione, che il suffragio era qualcosa che volevano. L'apatia tra le donne era un ostacolo permanente che i suffragisti dovevano superare attraverso sforzi organizzati dalla base. Nonostante gli sforzi dei suffragisti, nessuno stato concesse il suffragio femminile tra il 1896 e il 1910 e la NAWSA spostò la sua attenzione verso l'approvazione di un emendamento costituzionale nazionale. I suffragisti continuarono anche a premere per il diritto di voto nei singoli stati e territori, pur mantenendo l'obiettivo del riconoscimento federale.

### Sforzi per il suffragio femminile afroamericano

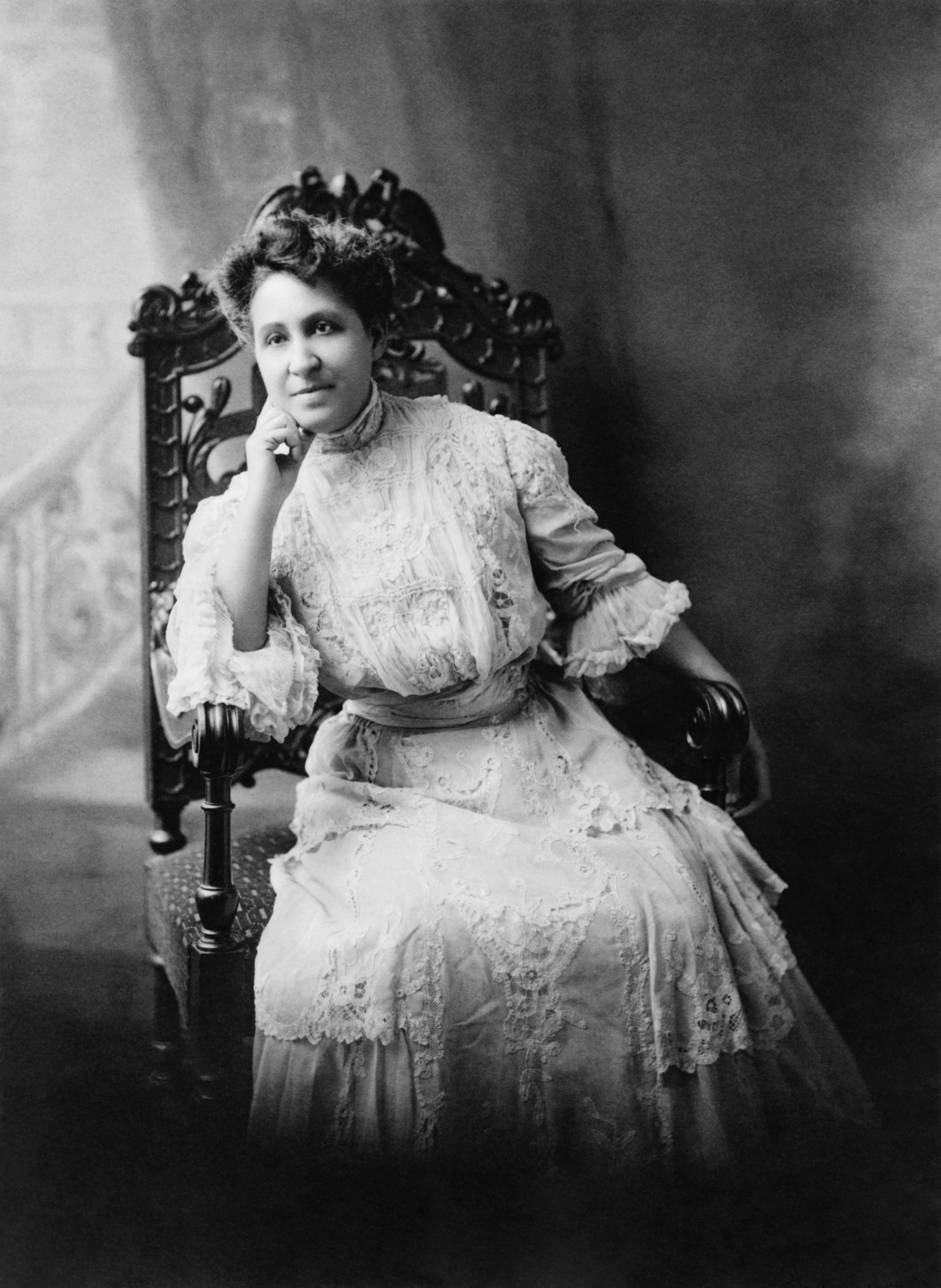
La suffragista e attivista per i diritti civili Mary Church Terrell

Migliaia di donne afroamericane erano attive nel movimento per il suffragio, affrontando questioni di razza, genere e classe, nonché l'emancipazione, spesso attraverso la chiesa ma alla fine attraverso organizzazioni dedite a cause specifiche. Mentre le donne bianche cercavano il voto per ottenere una voce paritaria nel processo politico, le donne afroamericane spesso cercavano il voto come mezzo di elevazione razziale e come un modo per effettuare il cambiamento nell’era post-ricostruzione. Importanti suffragette afroamericane come Mary Church Terrell, Sojourner Truth, Frances Ellen Watkins Harper, Fannie Barrier Williams e Ida B. Wells-Barnett sostenevano il suffragio insieme ai diritti civili per gli afroamericani.

Già nel 1866, a Filadelfia, Margaretta Forten e Harriet Forten Purvis contribuirono a fondare la Philadelphia Suffrage Association; la Purvis avrebbe continuato a far parte del comitato esecutivo dell'American Equal Rights Association (AERA), un'organizzazione che sosteneva il suffragio per le donne e per gli uomini afroamericani. Un movimento nazionale a sostegno del suffragio per le donne afroamericane iniziò seriamente con l'ascesa del movimento dei club delle donne nere. Nel 1896 le donne dei club appartenenti a varie organizzazioni che promuovevano il suffragio femminile si incontrarono a Washington, DC per formare la National Association of Colored Women, di cui Frances E.W. Harper, Josephine St. Pierre, Harriet Tubman e Ida B. Wells Barnett furono membri fondatori. Guidata da Mary Church Terrell, era la più grande federazione di club femminili afroamericani della nazione. Dopo il 1914 divenne la National Association of Colored Women’s Clubs.

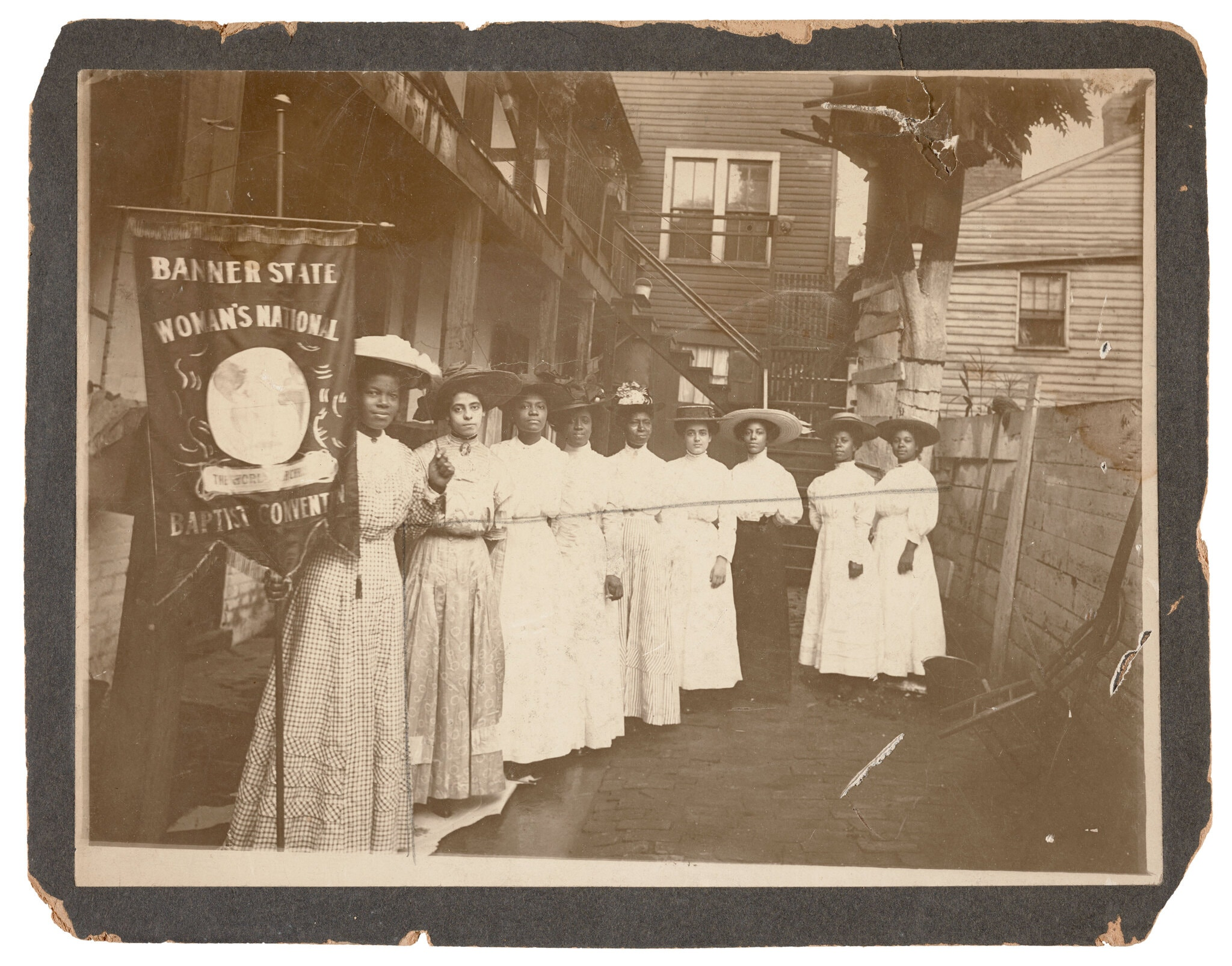
Nannie Helen Burroughs con uno striscione della National Baptist Convention.

Quando il quindicesimo emendamento concesse il diritto di voto agli uomini afroamericani, Elizabeth Cady Stanton e Susan B. Anthony abbandonarono l'AERA, che sosteneva il suffragio universale, per fondare la National Woman Suffrage Association nel 1869, affermando che gli uomini neri non avrebbero dovuto ricevere il voto prima delle donne bianche. In risposta, la suffragista afroamericana Frances Ellen Watkins Harper e altri si unirono all'American Woman Suffrage Association, che sosteneva il suffragio per le donne e per gli uomini neri. Mary Ann Shadd Cary, la seconda donna afroamericana a conseguire una laurea presso la Howard University Law School, si unì alla National American Woman Suffrage Association nel 1878 quando pronunciò il discorso principale della convention. Le tensioni tra suffragisti afroamericani e bianchi persistettero, anche dopo che la NWSA e l'AWSA si fusero per formare la National American Woman Suffrage Association nel 1890. All'inizio del 1900, i suffragisti bianchi spesso adottarono strategie progettate per placare gli Stati del Sud a spese delle donne afroamericane. Alle convention del 1901 e del 1903, ad Atlanta e New Orleans, la NAWSA impedì agli afroamericani di partecipare. Alla conferenza nazionale NAWSA del 1911, Martha Gruening chiese all'organizzazione di denunciare formalmente la supremazia bianca. La presidente della NAWSA Anna Howard Shaw rifiutò, dicendo che era "a favore del voto delle persone di colore", ma non voleva alienare gli altri nel movimento per suffragio. Persino il comitato congressuale più radicale della NAWSA, che sarebbe diventato il National Woman's Party, deluse le donne afroamericane, in modo più evidente rifiutando di consentire loro di marciare nella prima parata nazionale per il suffragio a Washington, DC. Mentre la NAWSA ordinò a Paul di non escludere i partecipanti afroamericani, 72 ore prima della parata le donne afroamericane furono costrette a mettersi verso la parte posteriore del corteo; Ida B. Wells sfidò queste istruzioni e si unì all'unità dell'Illinois, ricevendo telegrammi di sostegno.
Mary B. Talbert, leader sia della NACW che della NAACP, e Nannie Helen Burroughs, educatrice e attivista, contribuirono a un numero di Crisis, pubblicato da W. E. B. Du Bois nell'agosto 1915. Scrissero con passione sui bisogni delle donne afroamericane per il voto. Burroughs, alla domanda su cosa potrebbero fare le donne con il voto, rispose apertamente: "Cosa può fare senza di esso?"

## Proposta e ratifica

### Una nuova attenzione per una modifica federale.

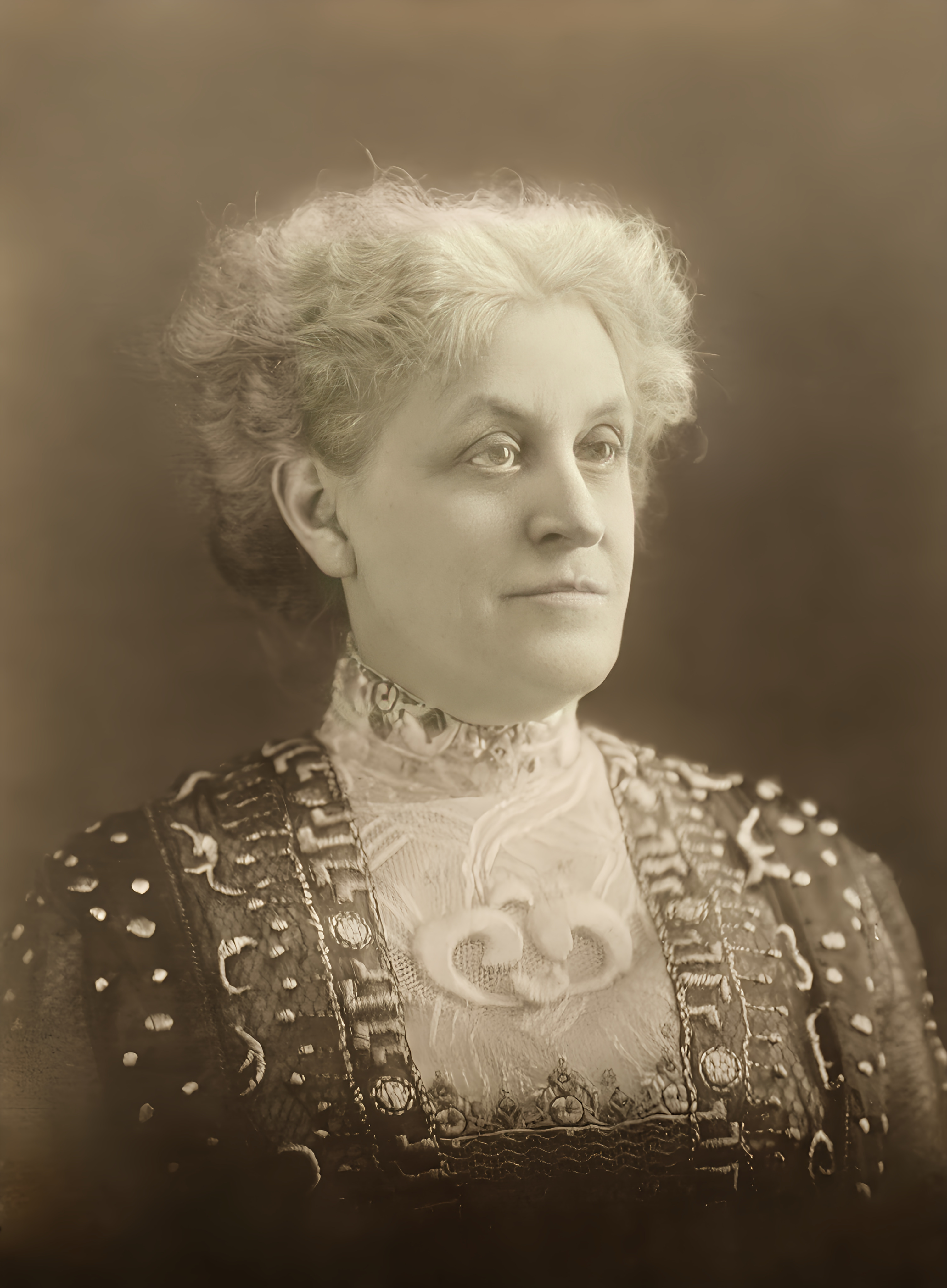
Carrie Chapman Catt, presidente della National American Woman Suffrage Association, organizzò il "piano vincente" che contribuì a garantire il passaggio del diciannovesimo emendamento.

Nel 1900 Carrie Chapman Catt succedette a Susan B. Anthony come presidente della National American Woman Suffrage Association. La Catt rivitalizzò la NAWSA, rivolgendo l'attenzione dell'organizzazione all'approvazione dell'emendamento federale e contemporaneamente sostenendo le donne che volevano esercitare pressioni sui loro stati affinché approvassero la legislazione sul suffragio. La strategia, che in seguito chiamò "Il piano vincente", aveva diversi obiettivi: le donne negli Stati che avevano già concesso il suffragio presidenziale, il diritto di voto per il Presidente, si sarebbero concentrate sull'approvazione di un emendamento sul suffragio federale; le donne che credevano di poter influenzare le loro legislature statali si sarebbero concentrate sulla modifica delle loro costituzioni statali e gli stati del sud si sarebbero concentrati sull'ottenimento del suffragio primario, (il diritto di voto alle primarie statali). Contemporaneamente, la NAWSA lavorò per eleggere membri del Congresso che sostenevano il suffragio femminile. Nel 1915 la NAWSA era una grande e potente organizzazione, con 44 sezioni statali e più di due milioni di membri.
In una rottura con la NAWSA, Alice Paul e Lucy Burns fondarono la Congressional Union for Women Suffrage nel 1913 per fare pressione sul governo federale affinché intraprendesse un'azione legislativa. Una delle loro prime iniziative fu quella di organizzare una parata per il suffragio femminile a Washington il 3 marzo 1913, il giorno prima dell'inaugurazione di Woodrow Wilson. Il corteo di oltre 5.000 partecipanti, il primo nel suo genere, ha attirato una folla di circa 500.000 persone, così come l'attenzione dei media nazionali, ma Wilson non ha intrapreso alcuna azione immediata. Nel marzo 1917, l'Unione del Congresso si unì al Women's Party of Western Voters per formare il National Woman's Party (NWP), le cui tattiche aggressive includevano l'organizzazione di atti più radicali di disobbedienza civile e manifestazioni controverse per attirare maggiore attenzione sulla questione del suffragio femminile.

### Il suffragio femminile e il patriottismo della prima guerra mondiale

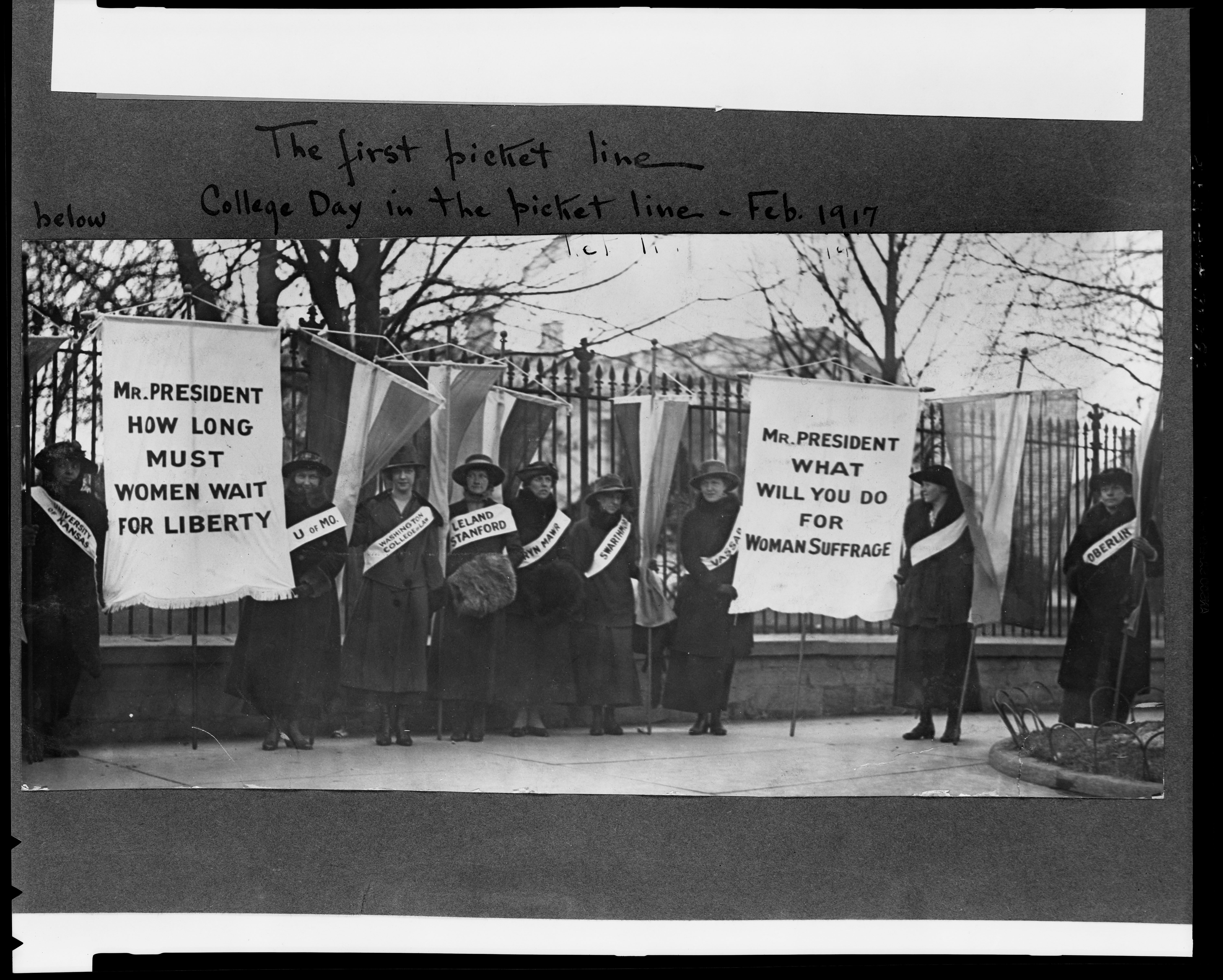
Le "Silent Sentinels" iniziano una campagna di 2 anni di fronte alla Casa Bianca (1917).

Quando iniziò la prima guerra mondiale nel 1914, le donne in otto stati avevano già ottenuto il diritto di voto, ma il sostegno a un emendamento federale era ancora tiepido. La guerra diese una nuova urgenza alla lotta per il voto. Quando gli Stati Uniti entrarono in guerra la Catt prese la controversa decisione di sostenere lo sforzo bellico, nonostante il diffuso sentimento pacifista di molti dei suoi colleghi e sostenitori. Mentre le donne si univano alla forza lavoro per sostituire gli uomini in servizio militare e assumevano posizioni visibili come infermiere, operatori umanitari e autisti di ambulanze per sostenere lo sforzo bellico, gli organizzatori della NAWSA sostenevano che i sacrifici delle donne le rendevano meritevoli per il voto. Al contrario, il NWP utilizzò la guerra per evidenziare le contraddizioni della lotta per la democrazia all’estero, mentre veniva limitata in patria. Nel 1917 il NWP iniziò a picchettare la Casa Bianca per attirare l'attenzione sulla causa del suffragio femminile.
Nel 1914 l'emendamento costituzionale proposto da Sargent, soprannominato "Emendamento Susan B. Anthony", fu nuovamente considerato dal Senato, dove fu nuovamente respinto. Nell'aprile 1917 l'"Emendamento Anthony", che alla fine divenne il diciannovesimo emendamento, fu reintrodotto alla Camera e al Senato I membri del NWP, soprannominati le "Silent Sentinels", hanno continuato le loro proteste sui marciapiedi fuori dalla Casa Bianca. Il 4 luglio 1917, la polizia arrestò 168 manifestanti, che furono mandati in prigione a Lorton, in Virginia. Alcune di queste donne, tra cui Lucy Burns e Alice Paul, hanno intrapreso lo sciopero della fame; alcune sono state sottoposte ad alimentazione forzata mentre altre sono state trattate duramente dalle guardie carcerarie. Il rilascio delle donne, qualche mese dopo, fu in gran parte dovuto alla crescente pressione dell’opinione pubblica.

### Ultime sfide per il Congresso.

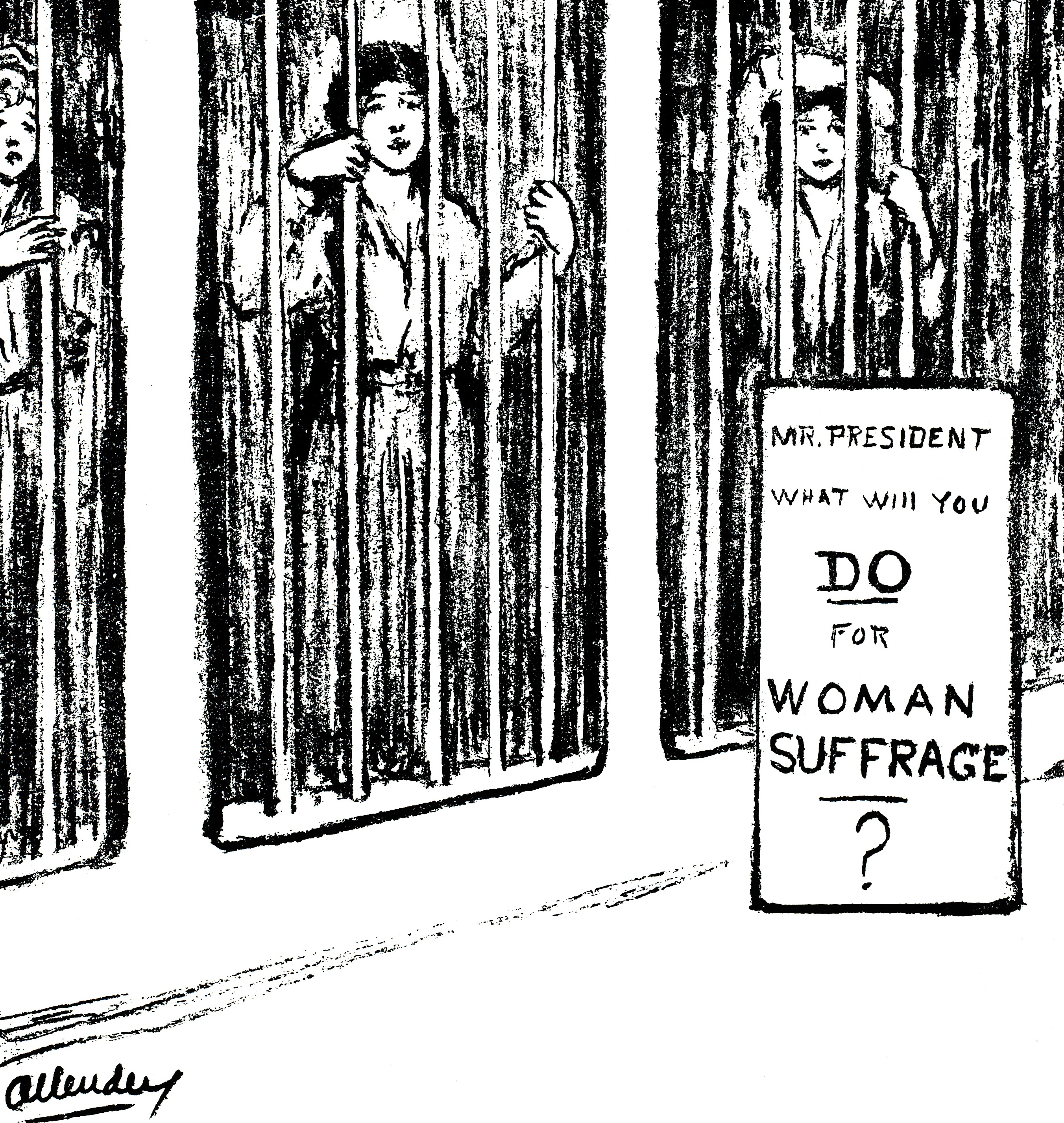
Nina Allender vignetta politica rivolta al presidente Wilson pubblicata su The Suffragist del 3 ottobre 1917

Nel 1918 il presidente Wilson dovette affrontare una difficile elezione di metà mandato e dovette affrontare direttamente la questione del suffragio femminile. Quindici stati avevano esteso la parità di diritto di voto alle donne e, a quel punto, il Presidente sostenne pienamente l'emendamento federale. Una proposta portata alla Camera nel gennaio 1918 passò con un solo voto. Il voto fu poi portato al Senato dove Wilson fece appello in aula al Senato, un'azione senza precedenti per l'epoca. In un breve discorso, il Presidente legò il diritto di voto delle donne direttamente alla guerra, chiedendo: "Dobbiamo ammetterle solo a una collaborazione di sofferenza, sacrificio e fatica e non a una collaborazione di privilegio e diritto?" Il 30 settembre 1918, la proposta cadde a due voti dal passaggio, spingendo il NWP a dirigere una campagna contro i senatori che avevano votato contro l'emendamento.
Tra il gennaio 1918 e il giugno 1919, la Camera e il Senato votarono l'emendamento federale cinque volte. Ogni voto era estremamente serrato e i Democratici del Sud continuavano a opporsi a dare il voto alle donne. Le suffragette fecero pressioni sul presidente Wilson affinché convocasse una sessione speciale del Congresso e lui accettò di programmarne una per il 19 maggio 1919. Il 21 maggio 1919, l'emendamento passò alla Camera con 304 contro 89 voti, con 42 voti in più del necessario. Il 4 giugno 1919 fu portato davanti al Senato e, dopo che i Democratici del Sud abbandonarono l'ostruzionismo, a 36 senatori repubblicani si unirono 20 democratici per approvare l'emendamento con 56 sì, 25 contrari e 14 non votanti.
Il conteggio finale dei voti fu:
- 20 Democratici Sì
- 17 Democratici No
- 9 Democratici Non votanti/astenuti
- 36 Repubblicani Sì
- 8 Repubblicani No
- 5 Repubblicani Non votanti/astenuti

### Ratifica
Suffragio universale
     Suffragio Presidenziale
     Suffragio primario
     Suffragio comunale
     Suffragio scolastico, obbligazionario o fiscale
     Suffragio comunale in alcune città
     Suffragio primario in alcune città
     Senza suffragio

Il più alto livello di leggi sul suffragio femminile subito prima dell'adozione del diciannovesimo emendamento.:
Suffragio universale
Suffragio Presidenziale
Suffragio primario
Suffragio comunale
Suffragio scolastico, obbligazionario o fiscale
Suffragio comunale in alcune città
Suffragio primario in alcune città
Senza suffragio

Carrie Chapman Catt e Alice Paul mobilitarono immediatamente i membri della NAWSA e del NWP per fare pressione sugli stati affinché ratificassero l'emendamento. In pochi giorni le legislature del Wisconsin, dell'Illinois e del Michigan lo fecero. È discutibile quale Stato sia stato considerato il primo a ratificare l'emendamento. Mentre il parlamento dell'Illinois approvava la legislazione un'ora prima del Wisconsin, il delegato del Wisconsin, David James, arrivò prima e fu presentato con una dichiarazione che stabiliva che il Wisconsin era stato il primo a ratificare.

Dal 2 agosto 1919, 14 stati avevano approvato la ratifica. Entro la fine del 1919, 22 avevano ratificato l'emendamento. In altri stati il sostegno si rivelò più difficile da ottenere. Gran parte dell'opposizione all'emendamento venne dai democratici del Sud; solo due ex stati confederati (Texas e Arkansas) e tre stati di confine votarono per la ratifica, con il Kentucky e la Virginia Occidentale che non lo fecero fino al 1920. Alabama e Georgia furono i primi stati a sconfiggere la ratifica. Il governatore della Louisiana lavorò per organizzare 13 stati a resistere alla ratifica dell'emendamento. La legislatura del Maryland rifiutò di ratificare l'emendamento e tentò di impedire ad altri stati di farlo. Carrie Catt cominciò a fare appello ai governatori occidentali, incoraggiandoli ad agire rapidamente. Alla fine del 1919, un totale di 22 stati aveva ratificato l'emendamento.

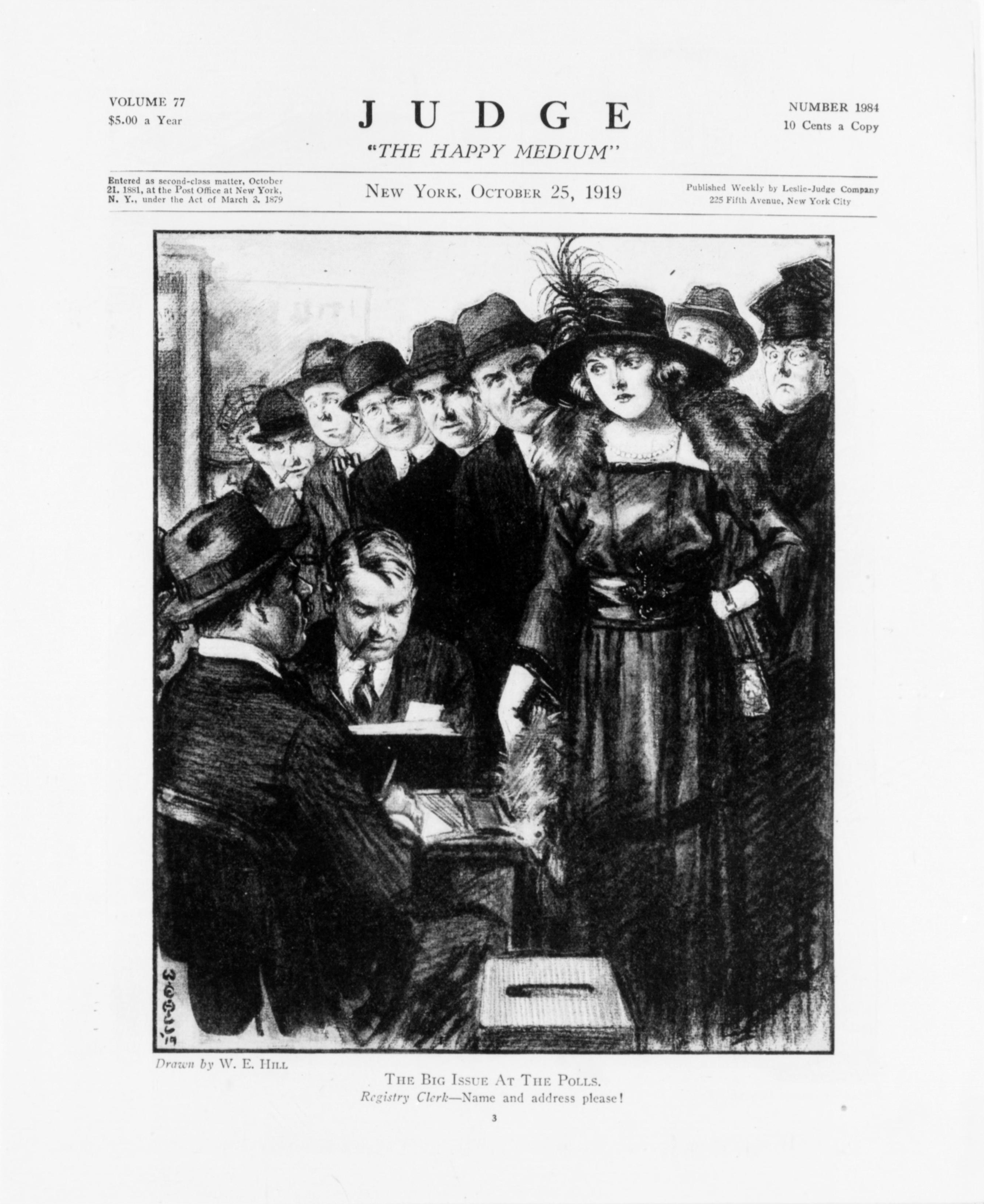
Il grande problema alle urneJudge, 25 ottobre 1919)

La resistenza alla ratifica assunse molte forme: gli antisuffragisti continuarono a dire che l'emendamento non sarebbe mai stato approvato dalle elezioni del novembre 1920 e che le sessioni speciali erano una perdita di tempo e di sforzi. Altri oppositori alla ratifica intentarono cause che richiedevano che l'emendamento federale fosse approvato dai referendum statali. Nel giugno 1920, dopo un'intensa attività di lobbying, sia da parte della NAWSA che del NWP, l'emendamento fu ratificato da 35 delle 36 legislature statali necessarie. La ratifica sarebbe stata determinata dal Tennessee. A metà luglio 1919, sia gli oppositori che i sostenitori dell'Emendamento Anthony arrivarono a Nashville per fare pressione sull'Assemblea Generale. Carrie Catt, in rappresentanza della NAWSA, lavorò con i leader suffragisti statali, tra cui Anne Dallas Dudley e Abby Crawford Milton.
Sue Shelton White, nativa del Tennessee, che aveva partecipato alle proteste alla Casa Bianca e in tournée con la Prison Special, rappresentò l'NWP. Contro di loro c'era la "Antis", in particolare, Josephine Pearson, presidente della Southern Women’s Rejection League dell'emendamento Susan. B. Anthony, che era stata decana e titolare della cattedra di filosofia al Christian College di Columbia. La Pearson fu assistita da Anne Pleasant, presidente della Louisiana Women’s Rejection League e moglie di un ex governatore della Louisiana. Soprattutto nel Sud, la questione del suffragio femminile era strettamente legata a questioni di razza. Mentre sia le donne bianche che quelle nere lavoravano per il suffragio femminile, alcune suffragette bianche cercarono di placare gli stati meridionali sostenendo che i voti per le donne potevano contrastare il voto nero, rafforzando la supremazia bianca. Per gli antisuffragisti del sud ("gli Antis"), l'emendamento federale fu visto come "Forza di Legge", uno strumento che il congresso avrebbe potuto usare per fare rispettare le disposizioni di voto non soltanto per le donne, ma per gli uomini afroamericani che erano ancora effettivamente privati dei diritti anche dopo il passaggio del XIV e XV emendamento. Carrie Catt avvertì i capi del suffragio in Tennessee che "gli Anti-Suffragisti" si basavano "sulle bugie, sulle insinuazioni e sulle mezze verità", sollevando la questione della razza come un fattore potente nei loro argomenti.

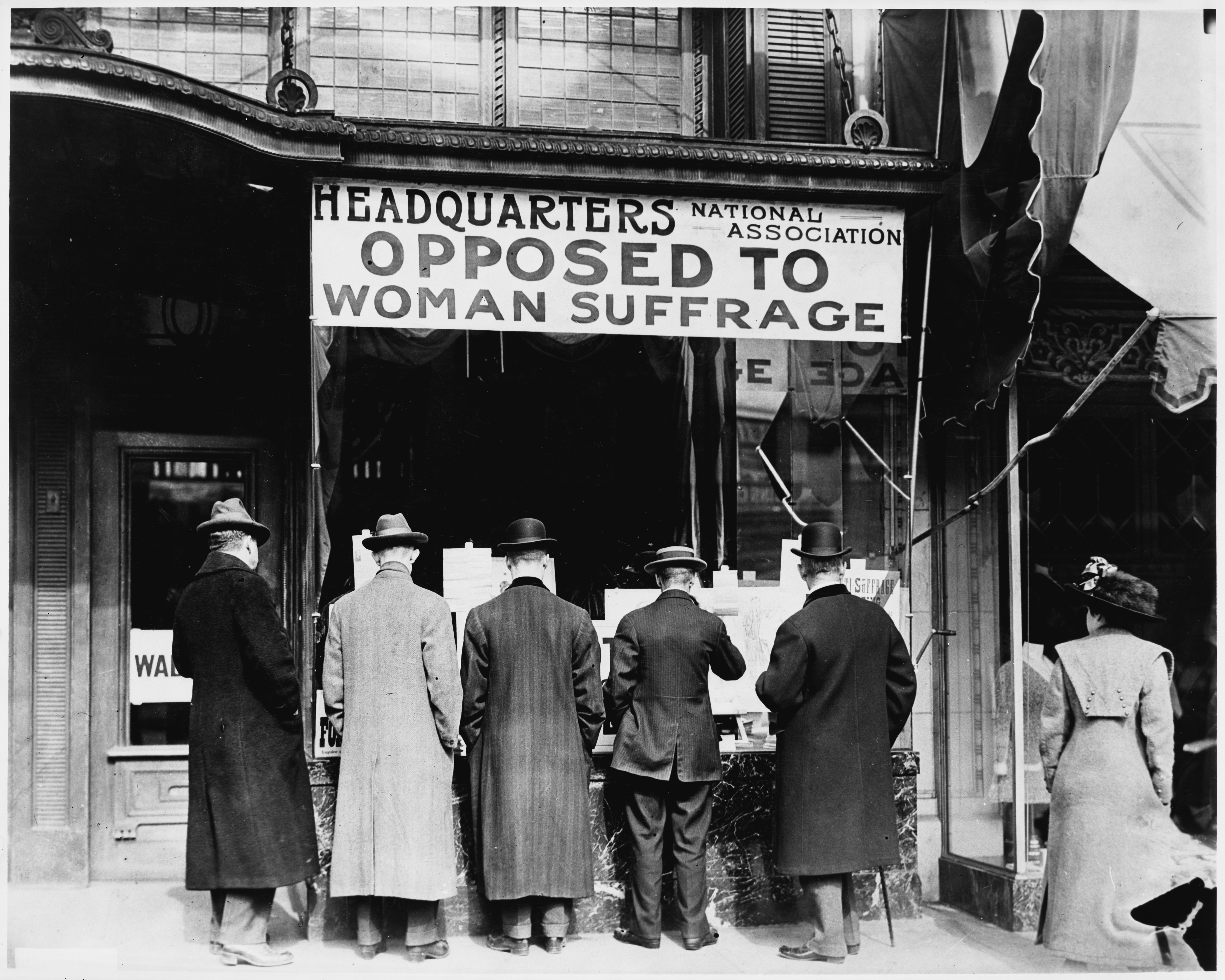
Sede dell'Associazione Nazionale Antisuffragista contraria al Suffragio Femminile

Prima dell'inizio della sessione dell'Assemblea Generale il 9 agosto, sia i sostenitori che gli oppositori avevano esercitato pressioni sui membri del Senato e della Camera dei Rappresentanti del Tennessee. Anche se il governatore democratico del Tennessee, Albert H. Roberts, sostenne la ratifica, la maggior parte dei legislatori era ancora indecisa. Gli antisuffragisti presero di mira i membri, incontrando i loro treni quando arrivavano a Nashville per sostenere la loro causa. Quando l'Assemblea Generale si riunì il 9 agosto, sia i sostenitori che gli oppositori allestirono postazioni fuori dalle camere, distribuendo rose gialle ai sostenitori del suffragio e rose rosse agli "Antis". Il 12 agosto, l'assemblea legislativa tenne udienze sulla proposta di suffragio; il giorno successivo il Senato votò 24 a 5 a favore della ratifica. Mentre il Parlamento si preparava ad affrontare la questione della ratifica il 18 agosto, le pressioni si intensificarono. Il presidente della Camera Seth M. Walker tentò di presentare la risoluzione di ratifica, ma fu sconfitto due volte con un voto di 48 a 48. Il voto sulla risoluzione era vicino. Il deputato Harry Burn, un repubblicano, aveva votato a favore della presentazione della risoluzione entrambe le volte. Quando la votazione si svolse di nuovo Burn votò sì. Il 24enne affermò di sostenere il suffragio femminile come "diritto morale", ma di aver votato contro perché credeva che i suoi elettori si sarebbero opposti. Negli ultimi minuti prima del voto, ricevette un biglietto da sua madre che lo invitava a votare sì. Circolarono immediatamente voci secondo cui Burn e altri parlamentari erano stati corrotti, ma i giornalisti non trovarono prove di ciò.
Lo stesso giorno la ratifica passò all'Assemblea Generale, il Presidente Walker presentò una mozione per riconsiderarla. Quando divenne chiaro che non aveva abbastanza voti per portare la mozione, i rappresentanti che si opponevano al suffragio salirono su un treno, in fuga da Nashville per Decatur, in Alabama, per impedire alla Camera di agire sulla mozione di riconsiderazione impedendo il quorum. Trentasette legislatori fuggirono a Decatur, rilasciando una dichiarazione che la ratifica dell'emendamento avrebbe violato il loro giuramento di difendere la costituzione dello stato. La manovra fallì. Lo speaker Walker non fu in grado di raccogliere ulteriori voti nel tempo assegnato. Quando la Camera si riunì di nuovo per compiere gli ultimi passi procedurali che avrebbero riaffermato la ratifica, le suffragette del Tennessee colsero l'occasione per schernire i delegati "anti" scomparsi, sedendosi alle loro scrivanie vuote. Quando la ratifica fu finalmente confermata, una suffragetta sul pavimento della Camera suonò una miniatura della Liberty Bell.
Il 18 agosto 1920, il Tennessee approvò di misura il diciannovesimo emendamento, con 50 membri su 99 della Camera dei rappresentanti del Tennessee che votarono sì. Ciò fornì la ratifica finale necessaria per aggiungere l'emendamento alla Costituzione, rendendo gli Stati Uniti il ventisettesimo paese al mondo a dare alle donne il diritto di voto. Dopo aver firmato il certificato di ratifica, il Governatore del Tennessee lo inviò per posta raccomandata al Segretario di Stato americano Bainbridge Colby, il cui ufficio lo ricevette alle 4:00 del 26 agosto 1920. Una volta certificato che era corretto, Colby firmò la Proclamazione della Emendamento sul suffragio femminile alla Costituzione degli Stati Uniti solo alla presenza del suo segretario.

### Cronologia della ratifica

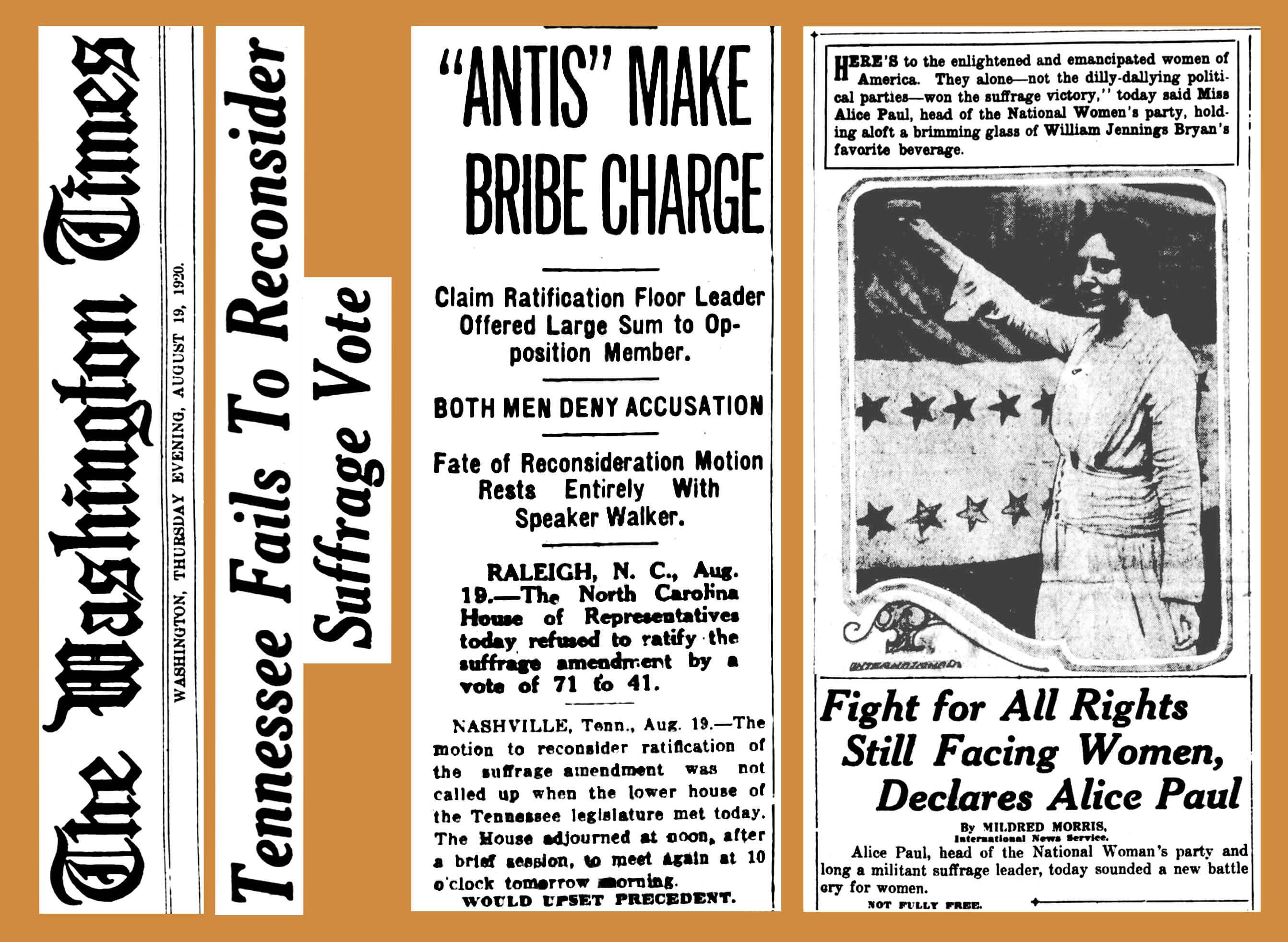
Anche se le accuse di corruzione non portarono la legislatura del Tennessee a riconsiderare la sua ratifica dell'emendamento sul suffragio, Alice Paul avvertì immediatamente che "le donne non sono ancora completamente libere" e che le donne "non possono aspettarsi nulla dai politici...finché non si ergeranno come un'unità in un partito proprio", affermando che esiste ancora una discriminazione "sulle raccolte di leggi che non saranno rimosse dalla ratifica". La Paul mosse l'accusa che l'emendamento era passato solo perché "alla fine era divenuto più conveniente per coloro detengono il controllo del governo aiutare il suffragio piuttosto che opporsi ad esso".

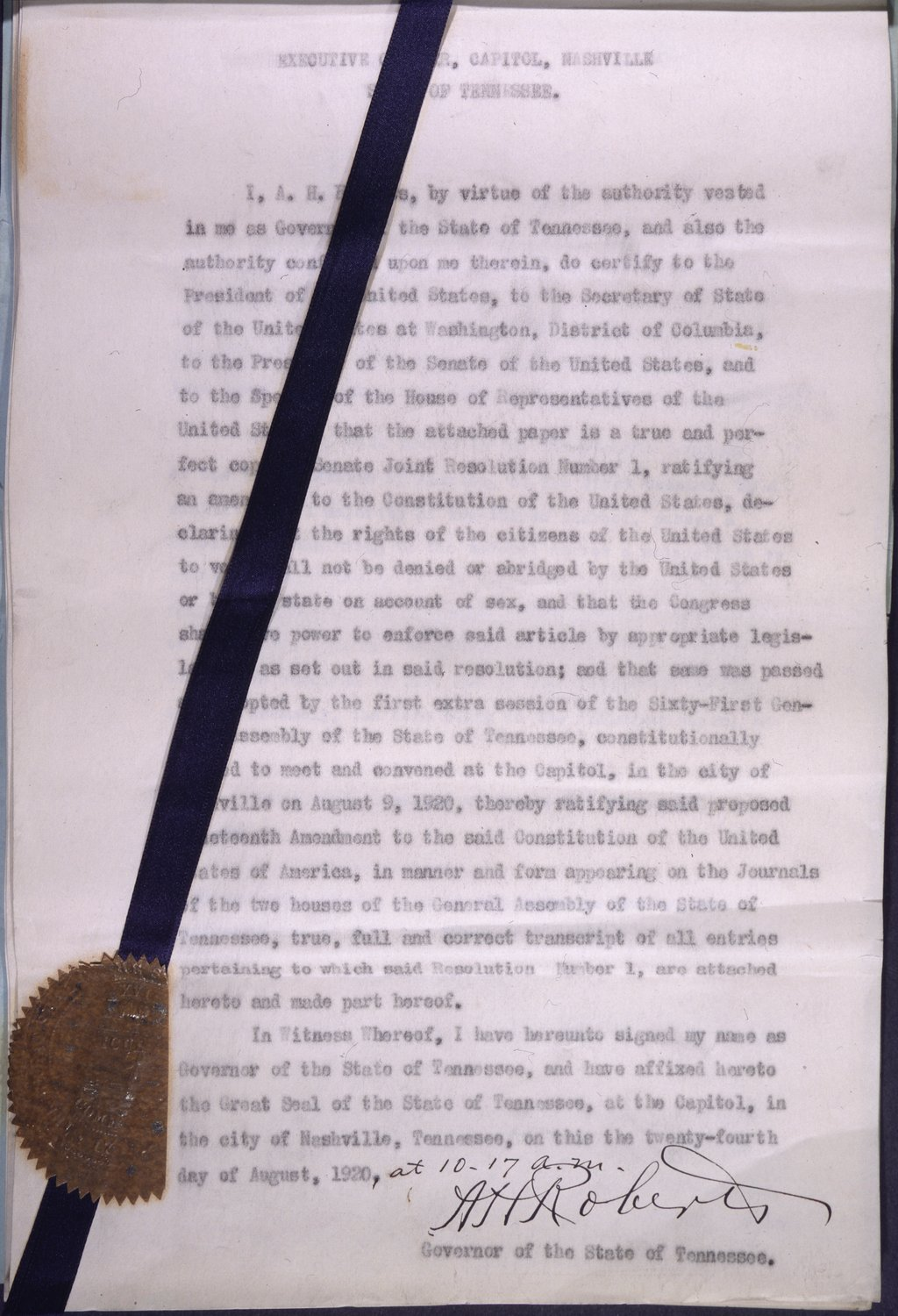
Certificato di Ratifica del Diciannovesimo Emendamento della Costituzione, Corredato da Delibera e Trascrizione dei Giornali delle Due Camere dell'Assemblea Generale dello Stato del Tennessee

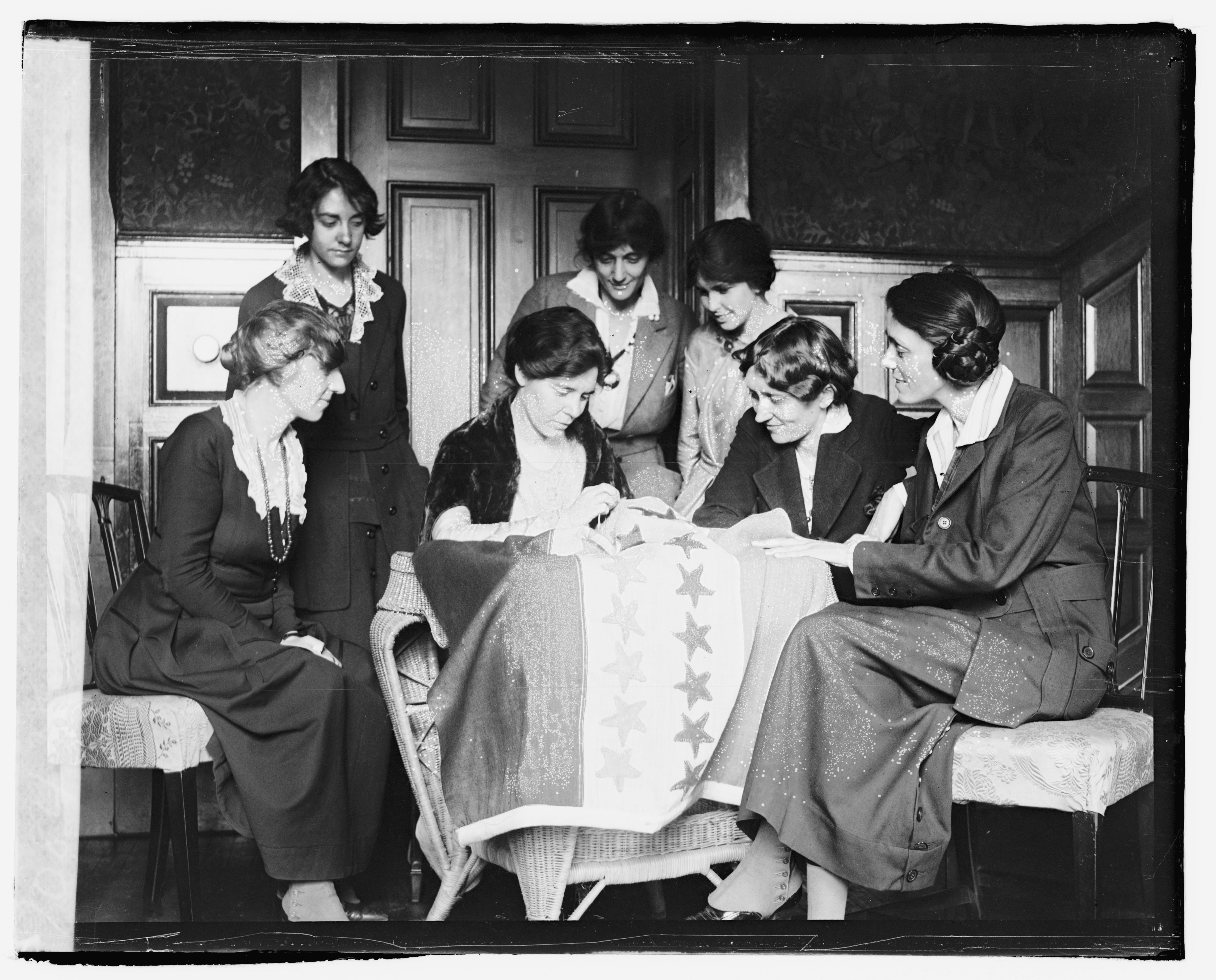
Cucitura delle stelle su una bandiera di suffragio.

Il Congresso propose il Diciannovesimo Emendamento il 4 giugno 1919, e gli stati seguenti ratificarono l'emendamento:
1. Illinois: 10 giugno 1919[73][74][N 4]
2. Wisconsin: 10 giugno 1919[73][74]
3. Michigan: 10 giugno 1919[76]
4. Kansas: 16 giugno 1919[77]
5. Ohio: 16 giugno 1919[78][79][80]
6. New York: 16 giugno 1919[81]
7. Pennsylvania: 24 giugno 1919[80]
8. Massachusetts: 25 giugno 1919[80]
9. Texas: 28 giugno 1919[80]
10. Iowa: 2 luglio 1919[N 5]
11. Missouri: 3 luglio 1919
12. Arkansas: 28 luglio 1919[82]
13. Montana: 30 luglio 1919;[82] 2 agosto 1919[N 5][N 6][82]
14. Nebraska: 2 agosto 1919[82]
15. Minnesota: 8 settembre 1919
16. New Hampshire: 10 settembre 1919[N 5]
17. Utah: 30 settembre 1919[83]
18. California: 1 novembre 1919[82]
19. Maine: 5 novembre 1919[84]
20. Dakota del Nord: 1 dicembre 1919[82]
21. Dakota del Sud: 4 dicembre 1919[84]
22. Colorado: 12 dicembre 1919;[82] 15 dicembre 1919[N 5]
23. Rhode Island: 6 gennaio 1920[82] all'1:00 p.m.[85]
24. Kentucky: 6 gennaio 1920[82] alle 4:00 p.m.[86]
25. Oregon: 12 gennaio 1920[84]
26. Indiana: 16 gennaio 1920[87][88]
27. Wyoming: 26 gennaio 1920[89][N 7][89]
28. Nevada: 7 febbraio 1920[82]
29. New Jersey: 9 febbraio 1920[89][N 8][89]
30. Idaho: 11 febbraio 1920[89]
31. Arizona: 12 febbraio 1920[89]
32. Nuovo Messico: 16 febbraio 1920[89][N 9][89]
33. Oklahoma: 23 febbraio 1920[90][N 10]
34. Virginia Occidentale: 10 marzo 1920, confermato il 21 settembre 1920[N 11]
35. Washington: 22 marzo 1920[N 12][92]
36. Tennessee: 18 agosto 1920[93][N 13][88][94]

Il processo di ratifica richiese 36 stati e si concluse con l'approvazione del Tennessee. Anche se non necessario per l'adozione, gli stati che seguono hanno successivamente ratificato l'emendamento. Alcuni stati non convocarono una sessione legislativa per tenere una votazione se non più tardi, altri la respinsero quando fu proposta e poi annullarono le loro decisioni anni dopo, l’ultima delle quali avvenuta nel 1984.
      37 Connecticut: 14 settembre 1920, riaffermato il 21 settembre 1920

      38 Vermont: 8 febbraio 1921*Delaware: 6 marzo 1923 (dopo essere stato rifiutato il 2 giugno 1920)

      39 Maryland: 29 marzo 1941 (dopo essere stato respinto il 24 febbraio 1920; non certificato fino al 25 febbraio 1958)

      40 Virginia: 21 febbraio 1952 (dopo essere stato respinto il 12 febbraio 1920)

      41 Alabama: 8 settembre 1953 (dopo essere stato respinto il 22 settembre 1919)

      42 Florida: 13 maggio 1969

      43 Carolina del Sud: 1 luglio 1969 (dopo essere stato respinto il 28 gennaio 1920; non certificato fino al 22 agosto 1973)

      44 Georgia: 20 febbraio 1970 (dopo essere stato respinto il 24 luglio 1919)

      45 Louisiana: 11 giugno 1970 (dopo essere stato respinto il 1 luglio 1920)

      46 Carolina del Nord: 6 maggio 1971

      47 Mississippi: 22 marzo 1984 (dopo essere stato respinto il 29 marzo 1920)
Con la ratifica del Mississippi il 22 marzo 1984, l'emendamento venne ratificato da tutti gli stati esistenti al momento della sua adozione nel 1920.

## Impegni legali

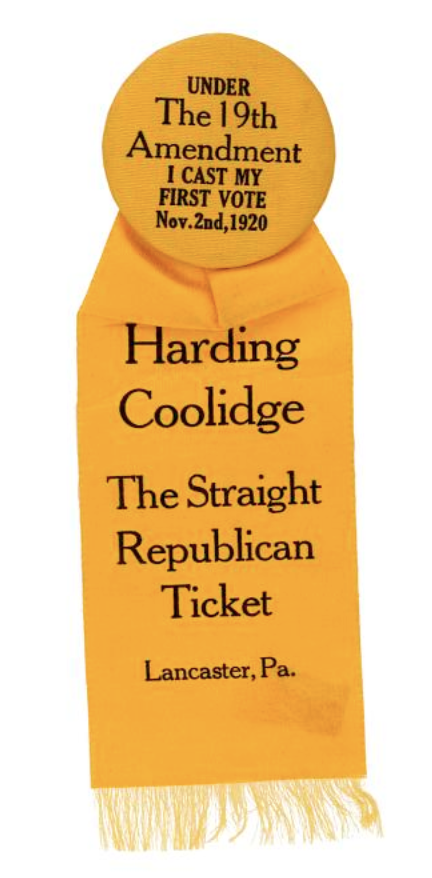

La Corte Suprema degli Stati Uniti confermò all'unanimità la validità dell'emendamento nel caso Leser v. Garnett. Le cittadine del Maryland Mary D. Randolph, "una cittadina di colore del 331 di West Biddle Street" e Cecilia Street Waters, "una donna bianca del 824 di North Eutaw Street", hanno fatto domanda e ottenuto la registrazione come elettori qualificati di Baltimora il 12 ottobre 1920. Per far rimuovere i loro nomi dall'elenco degli elettori qualificati, Oscar Leser ed altri intentarono causa contro le due donne per il solo motivo che erano donne, sostenendo che non avevano diritto di voto perché la Costituzione del Maryland limitava il suffragio agli uomini e la legislatura del Maryland si era rifiutata di votare per ratificare il diciannovesimo emendamento. Due mesi prima, il 26 agosto 1920, il governo federale aveva proclamato l’emendamento incorporato nella Costituzione.
Leser affermò che l'emendamento "ha distrutto l'autonomia dello Stato" perché ha aumentato l'elettorato del Maryland senza il consenso dello Stato. La Corte Suprema rispose che il diciannovesimo emendamento aveva una formulazione simile al quindicesimo emendamento, che a quel tempo aveva ampliato gli elettori statali senza riguardo alla razza per più di cinquant'anni nonostante il rifiuto di sei stati (incluso il Maryland). Leser sostenne inoltre che le costituzioni statali in alcuni stati ratificanti non permettevano la ratifica da parte dei loro corpi legislativi. La corte rispose che la ratifica statale era una funzione federale concessa ai sensi dell'Articolo V della Costituzione degli Stati Uniti e non soggetta ai limiti di una costituzione statale. Infine i querelanti affermarono che il diciannovesimo emendamento non era stato adottato perché il Tennessee e la Virginia Occidentale avevano violato le proprie regole procedurali. La corte ha stabilito che il punto era discutibile perché il Connecticut e il Vermont avevano successivamente ratificato l'emendamento, fornendo un numero sufficiente di ratifiche statali per adottare il diciannovesimo emendamento anche senza Tennessee e Virginia Occidentale. La Corte ha inoltre stabilito che le certificazioni delle ratifiche statali del Tennessee e Virginia Occidentale erano vincolanti e debitamente autenticate dai rispettivi segretari di stato. Come risultato della sentenza della corte, alla Randolph e alla Waters fu permesso di diventare elettrici registrate a Baltimora.
Un'altra sfida all'adozione del diciannovesimo emendamento fu respinta dalla Corte Suprema in Fairchild v. Hughes, perché la parte che intentava causa, Charles S. Fairchild, proveniva da uno stato che già permetteva alle donne di votare e quindi a Fairchild mancava la legittimazione processuale.

## Effetti

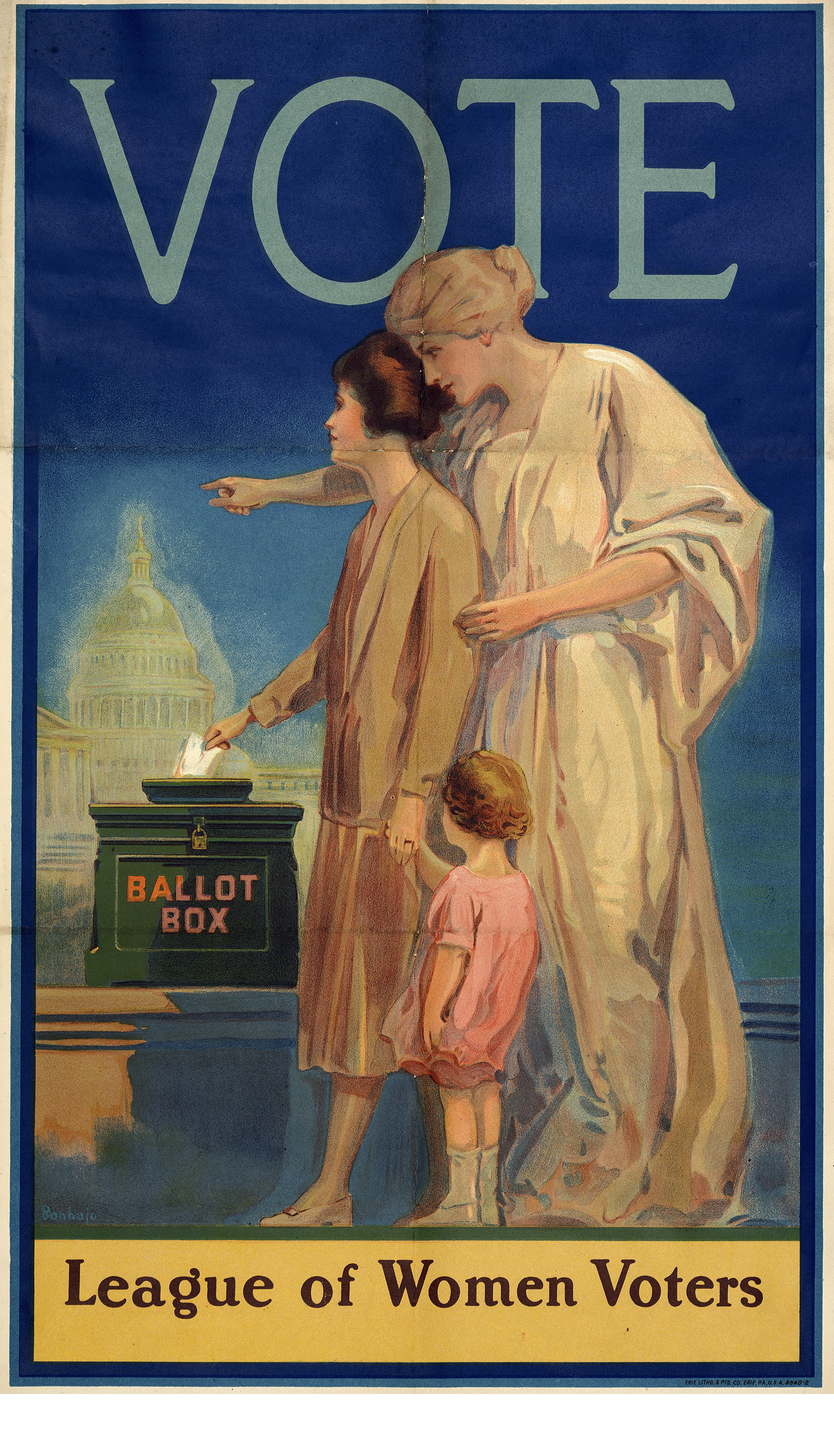
1920 c.ca

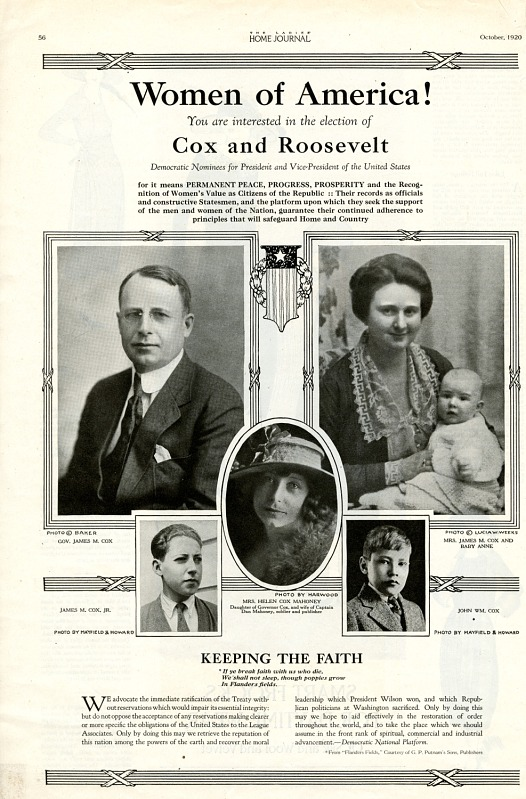
Un annuncio del Ladies Home Journal ha designato i voti femminili per le elezioni presidenziali 1920.

### Il comportamento elettorale delle donne
L'adozione del diciannovesimo emendamento concesse il diritto di voto a 26 milioni di donne americane in tempo per le elezioni presidenziali negli Stati Uniti d'America del 1920. Molti legislatori temevano che nella politica americana emergesse un potente blocco elettorale femminile. Questo timore portò all'approvazione di leggi come la legge sulla protezione della maternità e dell'infanzia di Sheppard-Towner del 1921, che ampliò l'assistenza alla maternità durante gli anni '20. Le donne e i gruppi di donne recentemente emancipati hanno dato priorità a un programma di riforme piuttosto che alla lealtà al partito e il loro primo obiettivo è stato lo Sheppard-Towner Act. Fu la prima legge federale sulla previdenza sociale e fece una differenza drammatica prima che venisse lasciata scadere nel 1929. Altri sforzi a livello federale nei primi anni '20, riguardanti il lavoro femminile e i diritti di cittadinanza delle donne, includevano la creazione di un Ufficio delle donne nel Dipartimento del lavoro degli Stati Uniti nel 1920 e l'approvazione del Cable Act nel 1922. Dopo le elezioni presidenziali negli Stati Uniti d'America del 1924, i politici si resero conto che il blocco delle donne che avevano temuto in realtà non esisteva e non avevano bisogno, dopo tutto, di soddisfare quelle che consideravano come "questioni femminili". L'eventuale comparsa di un blocco elettorale femminile americano fu fatta risalire a date diverse, a seconda della fonte, dagli anni '50 al 1970. Intorno al 1980 era emerso un divario di genere nel voto a livello nazionale, con le donne che solitamente favorivano il candidato democratico alle elezioni presidenziali.
Secondo i politologi J. Kevin Corder e Christina Wolbrecht, poche donne si recarono a votare alle prime elezioni nazionali dopo che il diciannovesimo emendamento aveva concesso loro il diritto di farlo. Nel 1920 votò il 36% delle donne aventi diritto, rispetto al 68% degli uomini. La bassa affluenza alle urne tra le donne fu in parte dovuta ad altri ostacoli al voto, come i test di alfabetizzazione, i requisiti di residenza da lungo tempo e le tasse elettorali. Anche l’inesperienza con il voto e la convinzione persistente che votare fosse inappropriato per le donne potrebbero aver mantenuto bassa l’affluenza alle urne. All'epoca il divario di partecipazione era più basso tra uomini e donne negli stati altalenanti, in stati che avevano razze più vicine, cioè dove gli ostacoli al voto erano meno forti, come nel Missouri e nel Kentucky. Nel 1960 le donne votavano alle elezioni presidenziali in numero maggiore rispetto agli uomini e la tendenza a un maggiore coinvolgimento delle donne nel voto è continuata fino al 2018.

### Limitazioni

#### Le donne afroamericane
Gli afroamericani avevano ottenuto il diritto di voto, ma per il 75% di loro era concesso solo di nome, poiché le costituzioni statali impedivano loro di esercitare tale diritto. Prima dell’approvazione dell’emendamento, i politici del sud erano fermamente risoluti a non consentire alle donne afroamericane di votare. Esse dovettero lottare per garantire non solo il proprio diritto di voto, ma anche quello degli uomini afroamericani.
Tre milioni di donne a sud della Linea Mason-Dixon rimasero senza diritti dopo il passaggio dell'emendamento. I funzionari elettorali ostacolavano regolarmente l'accesso alle urne. Mentre le donne afroamericane appena emancipate tentavano di registrarsi, i funzionari aumentarono l'uso dei metodi che Brent Staples, in un articolo di opinione per il New York Times, descrisse come frode, intimidazione, tasse elettorali e violenza di stato. Nel 1926 un gruppo di donne che tentava di registrarsi a Birmingham, in Alabama, fu picchiato dai funzionari. Incidenti come questo, minacce di violenza e perdita di posti di lavoro e pratiche pregiudizievoli legalizzate hanno impedito alle donne di colore di votare. Queste pratiche continuarono fino all’adozione del ventiquattresimo emendamento alla Costituzione degli Stati Uniti nel 1962, in base al quale agli Stati era proibito subordinare il voto a tasse elettorali o altre tasse, aprendo la strada a ulteriori riforme con la Legge sui diritti di voto del 1965.
Gli afroamericani continuarono ad incontrare barriere che impedivano loro di esercitare il proprio voto fino alla nascita del Movimento per i diritti civili degli afroamericani, negli anni ’50 e ’60, che postulava il diritto di voto come diritto civile. Quasi un migliaio di operatori per i diritti civili confluì nel Sud per sostenere i diritti di voto come parte della Freedom Summer e la Marce da Selma a Montgomery del 1965 portò ulteriore partecipazione e sostegno. Tuttavia, i funzionari statali continuarono a rifiutare la registrazione fino all'approvazione del Voting Rights Act of 1965, che proibiva la discriminazione razziale nel voto. Per la prima volta, agli stati è stato vietato di imporre restrizioni discriminatorie sull'ammissibilità al voto e sono stati istituiti meccanismi che consentono al governo federale di far rispettare le proprie disposizioni.

#### Altri gruppi minoritari
Ai nativi americani fu concessa la cittadinanza con un atto del Congresso nel 1924, ma le politiche statali proibirono loro di votare. Nel 1948 una causa intentata dal veterano della seconda guerra mondiale Miguel Trujillo portò i nativi americani a ottenere il diritto di voto nel Nuovo Messico e in Arizona, ma alcuni stati continuarono a vietare loro di votare fino al 1957.
Le tasse elettorali e i test di alfabetizzazione impedivano alle donne latine di votare. A Porto Rico, ad esempio, le donne non ricevettero il diritto di voto fino al 1929, ma fino al 1935 era limitato alle donne alfabetizzate. Inoltre le estensioni del 1975 del Voting Rights Act prevedevano la richiesta di schede elettorali bilingui e materiale elettorale in alcune regioni, per rendere più facile votare alle donne latine.
Le leggi nazionali sull'immigrazione impedirono agli asiatici di ottenere la cittadinanza fino al 1952.

#### Altre limitazioni
Dopo l'adozione del diciannovesimo emendamento le donne dovevano ancora affrontare limitazioni politiche. Dovettero fare pressioni sui loro legislatori statali, intentare cause legali e impegnarsi in campagne di scrittura di lettere per guadagnarsi il diritto di sedere nelle giurie. In California, le donne ottennero il diritto di far parte delle giurie quattro anni dopo l’approvazione del diciannovesimo emendamento. In Colorado ci sono voluti 33 anni. Le donne continuano ad affrontare ostacoli quando si candidano a cariche elettive, e l'Equal Rights Amendment, che garantirebbe alle donne pari diritti ai sensi della legge, doveva ancora essere approvato.

## Eredità

### Lega delle elettrici
Nel 1920, circa sei mesi prima della ratifica del diciannovesimo emendamento, Emma Smith DeVoe e Carrie Chapman Catt accettarono di fondere la National American Woman Suffrage Association e la Lega degli elettori Femminili per aiutare le donne appena emesse a esercitare le loro responsabilità come votanti. Originariamente solo le donne potevano aderire alla lega, ma nel 1973 lo statuto fu modificato per includere anche gli uomini. Oggi la Lega degli elettori femminili opera a livello locale, statale e nazionale, con oltre 1.000 leghe locali, 50 statali e una lega territoriale nelle Isole Vergini americane. Alcuni critici e storici si chiedono se la creazione di un'organizzazione dedicata all'educazione politica piuttosto che all'azione politica avesse senso nei primi anni dopo la ratifica, suggerendo che la Lega delle Donne Votanti abbia deviato l'energia degli attivisti.

### L'Equal Rights Amendment
Alice Paul e il NWP non credevano che il diciannovesimo emendamento sarebbe stato sufficiente per garantire che uomini e donne fossero trattati allo stesso modo, e nel 1921 il NWP annunciò piani per una campagna per un altro emendamento che avrebbe garantito la parità di diritti non limitati al voto. La prima bozza dell'Equal Rights Amendment (Emendamento Sulla Parità di Diritti), scritta dalla Paul e da Crystal Eastman e nominata per la prima volta "l'Emendamento Lucretia Mott", affermava: "Nessuna disabilità o disuguaglianza politica, civile o legale a causa del sesso o del matrimonio, a meno che non si applichi ugualmente ad entrambi i sessi, deve esistere all'interno degli Stati Uniti o in qualsiasi territorio soggetto alla loro giurisdizione". Il senatore Charles Curtis lo portò al Congresso quell'anno, ma non riuscì a prendere la parola per un voto. Fu introdotto in ogni sessione del Congresso dal 1921 al 1971, di solito senza uscire dalla commissione.
L'emendamento non ebbe il pieno sostegno degli attivisti per i diritti delle donne, e fu osteggiato da Carrie Catt e dalla League of Women Voters. Mentre il NWP credeva nell'uguaglianza totale, anche se ciò significava sacrificare i benefici concessi alle donne attraverso la legislazione protettiva, alcuni gruppi come il Comitato congressuale congiunto delle donne e il Women's Bureau ritenevano che la perdita di benefici relativi alle norme di sicurezza, le condizioni di lavoro, le pause pranzo, le disposizioni di maternità e altre tutele del lavoro avrebbe superato i guadagni. I leader laburisti come Alice Hamilton e Mary Anderson sostenevano che ciò avrebbe rallentato i loro sforzi e avrebbe sacrificato i progressi compiuti. In risposta a queste preoccupazioni, una disposizione nota come "la clausola di Hayden" fu aggiunta all'ERA per mantenere speciali protezioni del lavoro per le donne, e passò al Senato nel 1950 e nel 1953, ma fallì alla Camera. Nel 1958, il presidente Eisenhower invitò il Congresso ad approvare l'emendamento, ma la clausola di Hayden era controversa, incontrando l'opposizione del NWP e di altri che ritenevano che ciò minasse il suo scopo originale.
I crescenti e produttivi movimenti femminili degli anni '60 e '70 rinnovarono il sostegno all'emendamento. La rappresentante degli Stati Uniti Martha Griffiths del Michigan lo reintrodusse nel 1971, portando alla sua approvazione da parte della Camera dei Rappresentanti di quell'anno. Dopo essere passato al Senato il 22 marzo 1972, andò alle legislature statali per la ratifica. Il Congresso aveva originariamente fissato la scadenza del 22 marzo 1979, entro la quale almeno 38 stati dovevano ratificare l'emendamento. Raggiunse i 35 nel 1977, con un ampio sostegno bipartisan che includeva sia i principali partiti politici che i presidenti Nixon, Ford e Carter. Tuttavia, quando Phyllis Schlafly mobilitò le donne conservatrici all'opposizione, quattro stati annullarono loro ratifica, anche se è controverso se uno stato possa farlo. L'emendamento non raggiunse i 38 Stati entro la scadenza. Il Presidente Carter firmò una controversa proroga del termine al 1982, ma in quell'occasione non si videro ulteriori ratifiche.
Negli anni '90, i sostenitori dell'ERA ripresero gli sforzi per la ratifica, sostenendo che le ratifiche pre-scadenza erano ancora applicabili, che la scadenza stessa poteva essere revocata e che erano necessari solo tre stati. Resta controverso se l'emendamento sia ancora davanti agli stati per la ratifica, ma nel 2014 sia i senati degli stati della Virginia che dell'Illinois votarono a favore della ratifica, sebbene entrambi siano stati bloccati nelle loro camere. Nel 2017, 45 anni dopo che l'emendamento era stato originariamente presentato agli stati, il legislatore del Nevada è stato il primo a ratificarlo dopo la scadenza dei termini. I legislatori dell'Illinois fecero seguito nel 2018. Un altro tentativo in Virginia ha superato l'Assemblea, ma è stato sconfitto nell’aula del Senato statale per un voto. Lo sforzo più recente per rimuovere la scadenza è stato all'inizio del 2019, con la proposta legislativa di Jackie Speier, che ha raccolto 188 co-sponsor ed è pendente al Congresso dall'agosto 2019.

### Commemorazioni
Una lastra di marmo da 71⁄2 tonnellate proveniente da una cava di Carrara, Italia, scolpita in una statua chiamata "Portrait Monument" (originariamente conosciuta come il "Movimento della donna") della scultrice Adelaide Johnson fu inaugurata nella rotonda del Campidoglio il 15 febbraio 1921, sei mesi dopo la ratifica del diciannovesimo emendamento, nel 101º anniversario della nascita di Susan B. Anthony, e durante la prima convention nazionale post-ratifica del National Woman's Party a Washington. Il Partito lo presentò come un dono "dalle donne degli Stati Uniti". Il monumento è installato nella rotonda del Campidoglio e presenta i busti di Susan B. Anthony, Elizabeth Cady Stanton e Lucretia Mott. Più di cinquanta gruppi di donne con delegate di ogni stato erano rappresentati alla cerimonia di inaugurazione del 1921 presieduta da Jane Addams. Dopo la cerimonia, la statua fu spostata temporaneamente nella cripta del Campidoglio, dove rimase per meno di un mese fino a quando Johnson scoprì che un'iscrizione stampata in caratteri dorati sul retro del monumento era stata rimossa. L'iscrizione diceva, in parte: "La donna, prima rinnegata un'anima, allora chiamata insensata, ora si dichiara entità da stimare. Spiritualmente, il movimento femminile ... rappresenta l'emancipazione della femminilità. Il rilascio del principio femminile nell'umanità, l'integrazione morale dell'evoluzione umana vengono a salvare l'umanità lacerata e in lotta dal suo sé selvaggio". Il Congresso ha negato l'approvazione di diversi progetti di legge per spostare la statua, il cui posto nella cripta conteneva anche scope e stracci. Nel 1963, la cripta fu ripulita per una mostra di diverse statue tra cui questa, che era stata soprannominata "Le donne nella vasca da bagno". Nel 1995, nel 75º anniversario del diciannovesimo emendamento, gruppi di donne rinnovarono l'interesse del Congresso per il monumento e il 14 maggio 1997, la statua fu finalmente restituita alla rotonda.
Il 26 agosto 2016 un monumento che commemora il ruolo del Tennessee nel fornire la 36a necessaria ratifica del XIX Emendamento è stato inaugurato nel Centennial Park di Nashville, Tennessee. Il memoriale, eretto dal Tennessee Suffrage Monument, Inc. e creato da Alan LeQuire, presenta le sembianze delle suffragette che furono particolarmente coinvolte nell'assicurare la ratifica del Tennessee: Carrie Chapman Catt, Anne Dallas Dudley, Abby Crawford Milton, Juno Frankie Pierce e Sue Shelton White. Nel giugno 2018 la città di Knoxville, Tennessee, ha svelato un'altra scultura di LeQuire, questa raffigurante il rappresentante statale di 24 anni Harry T. Burn e sua madre. Il rappresentante Burn, su richiesta di sua madre, espresse il voto decisivo il 18 agosto 1920, rendendo il Tennessee lo stato finale necessario per la ratifica del diciannovesimo emendamento.
Nel 2018 lo Utah lanciò una campagna chiamata Better Days 2020 per "rendere popolare la storia delle donne dello Utah". Uno dei suoi primi progetti fu l'inaugurazione sulla scalinata del Campidoglio di Salt Lake City del progetto per una targa in riconoscimento del suffragio femminile. La targa commemorativa sarebbe disponibile per le immatricolazioni di auto nuove o esistenti nello stato. L'anno 2020 segna il centenario dell'approvazione del diciannovesimo emendamento, nonché il 150º anniversario del primo voto femminile nello Utah, che è stato il primo stato della nazione in cui le donne hanno votato.
Una celebrazione annuale del passaggio del diciannovesimo emendamento, noto come giornata per l'uguaglianza delle donne, iniziò il 26 agosto 1973. Di solito c'è maggiore attenzione e copertura mediatica durante anniversari epocali come il 75º (1995) e il 100º (2020), così come nel 2016 per le elezioni presidenziali. Per il centenario dell'emendamento diverse organizzazioni hanno annunciato grandi eventi o mostre, tra cui il National Constitution Center e il National Archives and Records Administration.
Nel 100º anniversario della ratifica del 19º emendamento, il presidente Donald Trump ha graziato postuma Susan B. Anthony.

### Nella cultura popolare
Il diciannovesimo emendamento è stato presentato in numerose canzoni, film e programmi televisivi. La canzone del 1976 "Sufferin' Till Suffrage" dei Schoolhouse Rock! , eseguita da Essra Mohawk e scritta da Bob Dorough e Tom Yohe, afferma, in parte, "Nessuna donna qui poteva votare, non importa quale età, poi il diciannovesimo emendamento ha cancellato quella regola restrittiva... Sì, il diciannovesimo emendamento ha eliminato quella regola restrittiva." Nel 218 vari artisti discografici hanno pubblicato un album intitolato 27: The Most Perfect Album, contenente canzoni ispirate ai 27 emendamenti alla Costituzione degli Stati Uniti; la canzone di Dolly Parton ispirata al diciannovesimo emendamento si chiama "A Woman’s Right".
One Woman, One Vote è un documentario della PBS del 1995 narrato dall'attrice Susan Sarandon che racconta la Convenzione di Seneca Falls durante la ratifica del diciannovesimo emendamento. Un altro documentario è stato pubblicato nel 1999 dal regista Ken Burns, Not For Ourselves Alone: The Story of Elizabeth Cady Stanton & Susan B. Anthony. Ha utilizzato filmati d'archivio e commenti degli attori Ann Dowd, Julie Harris, Sally Kellerman e Amy Madigan. Nel 2013 John Green, l'autore del best-seller The Fault in Our Stars, ha prodotto un video intitolato Women in the 19th Century: Crash Course US History #31, che fornisce una panoramica del movimento delle donne che ha portato al diciannovesimo emendamento.
Il dramma del 2004 Iron Jawed Angels rappresenta le suffragette Alice Paul e Lucy Burns, interpretate rispettivamente dagli attori Hilary Swank e Frances O'Connor, mentre contribuiscono a garantire il diciannovesimo emendamento. Nell'agosto 2018, l'ex segretario di Stato statunitense Hillary Clinton ed il regista/produttore vincitore dell'Academy Award Steven Spielberg hanno annunciato l'intenzione di realizzare una serie televisiva basata sul libro più venduto di Elaine Weiss, The Woman’s Hour: The Great Fight to Win the Vote.